# Liste des comédies musicales
Cette liste rassemble les comédies musicales bénéficiant d'un article sur Wikipédia ou correspondant à ses critères d'admissibilité des articles. De même, seules les dates de création sont retenues et non les reprises. Sont spécifiés entre parenthèses dans l'ordre : le(s) compositeur(s) / le(s) parolier(s) - le(s) librettiste(s).

## Comédies musicales anglophones

### Années 1920
- 1924 :

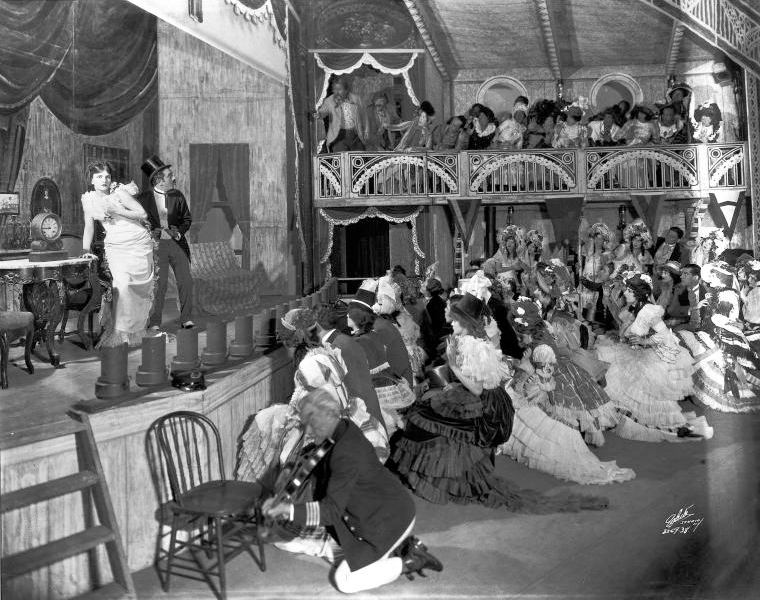
Show Boat joué au Ziegfeld Theatre (1928).

  - Lady, Be Good ! (George Gershwin / Ira Gershwin - Guy Bolton et Fred Thompson)
  - No, No, Nanette (Vincent Youmans), adaptation française de Roger Ferreol et Robert de Simone ; création française au théâtre Mogador en 1926
- 1926 : Oh, Kay ! (George Gershwin / Ira Gershwin - Guy Bolton et Pelham Grenville Wodehouse, d'après la pièce de Pierre Veber et Maurice Hennequin La Présidente)
- 1927 :
  - Funny Face (George Gershwin / Ira Gershwin - Fred Thompson et Paul Gerard Smith)
  - Show Boat (Jerome Kern / Oscar Hammerstein II)

### Années 1930

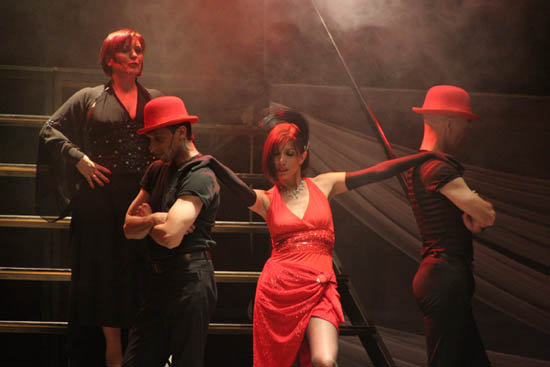
Claudia La Valle dans une production dAnything Goes (2007).

- 1930 : Girl Crazy (George Gershwin / Ira Gershwin - Guy Bolton et John McGowan)
- 1931 :
  - The Band Wagon (Arthur Schwartz / Howard Dietz - George S. Kaufman et Howard Dietz)
  - Of Thee I Sing (George Gershwin / Ira Gershwin - George S. Kaufman et Morrie Ryskind)
- 1934 : Anything Goes (Cole Porter / Cole Porter - Guy Bolton et Pelham Grenville Wodehouse, adaptation de Howard Lindsay et Russel Crouse)
- 1937 : Babes in Arms (Richard Rodgers / Lorenz Hart)

### Années 1940

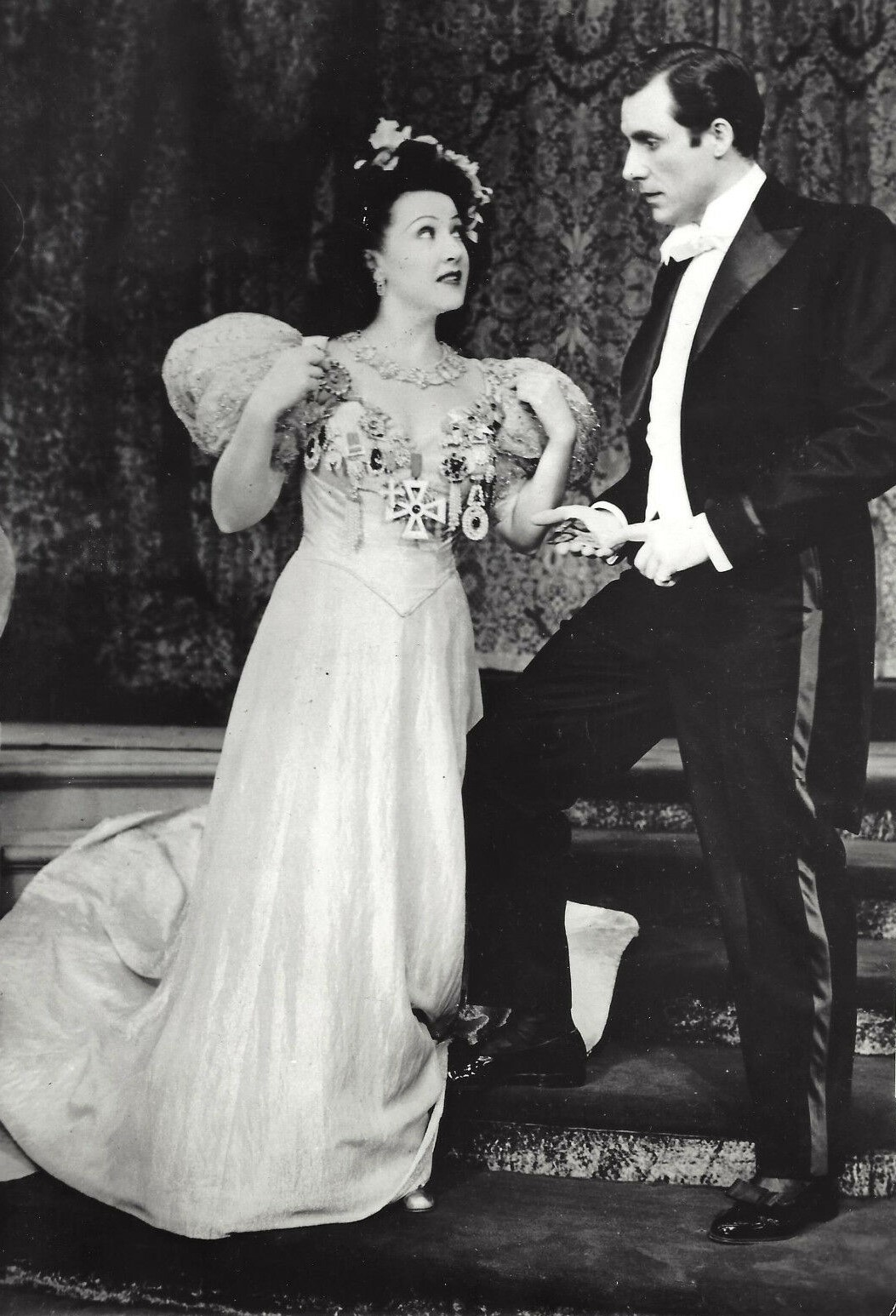
Ethel Merman et Ray Middleton dans Annie Get Your Gun (1946).

- 1940 : Pal Joey (Richard Rodgers / Lorenz Hart - John O'Hara et Lorenz Hart)
- 1943 : Oklahoma ! (Richard Rodgers / Oscar Hammerstein II, d'après le roman Green Grow the Lilacs de Lynn Riggs)
- 1944 : On the Town (Leonard Bernstein / Betty Comden et Adolph Green, sur une idée de Jerome Robbins)
- 1945 : Carousel (Richard Rodgers / Oscar Hammerstein II)
- 1946 : Annie Get Your Gun (Irving Berlin / Irving Berlin - Herbert et Dorothy Fields)
- 1947 :
  - Brigadoon (Frederick Loewe /Alan Jay Lerner) - Ziegfeld Theatre de Broadway
  - Finian's Rainbow (Burton Lane / E.Y. Harburg - E.Y. Harburg et Fred Saidy)
  - Allegro (Richard Rodgers / Oscar Hammerstein II)
- 1948 : Kiss Me, Kate (Cole Porter / Cole Porter - Samuel et Bella Spewack, d'après The Taming of the Shrew de William Shakespeare)
- 1949 : South Pacific (Richard Rodgers / Oscar Hammerstein II - Oscar Hammerstein II et Joshua Logan, d'après Tales of the South Pacific de James A. Michener)

### Années 1950
- 1950 : Guys and Dolls (Frank Loesser / Frank Loesser - Abe Burrows et Jo Swerling d’après The Idyll of Miss Sarah Brown de Damon Runyon)

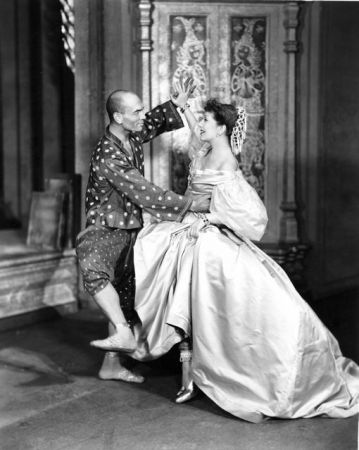
Yul Brynner et Gertrude Lawrence dans Le Roi et moi (1951).

- 1951 : Le Roi et moi (The King and I) (Richard Rodgers / Oscar Hammerstein II, d'après Anna and the King of Siam de Margaret Landon)
- 1953 : Me, and Juliet (Richard Rodgers / Oscar Hammerstein II)
- 1953 : The Boy Friend (Sandy Wilson / Sandy Wilson) - Londres
- 1955 : Damn Yankees (Richard Adler et Jerry Ross / George Abbott et Douglass Wallop)
- 1955 : Pipe Dream (Richard Rodgers / Oscar Hammerstein II)
- 1956 :
  - My Fair Lady (Frederick Loewe / Alan Jay Lerner Alan Jay Lerner d'après Pygmalion de George Bernard Shaw) - Mark Hellinger Theatre, Broadway)
  - Bells Are Ringing (Jule Styne / Betty Comden et Adolph Green)
- 1957 :
  - The Music Man (Meredith Willson / Meredith Willson) - Majestic Theatre de Broadway.
  - West Side Story (Leonard Bernstein / Stephen Sondheim - Arthur Laurents - inspirée de Roméo et Juliette de William Shakespeare) - Winter Garden Theater, Broadway
  - L'Apprenti fakir de Jean Marais, mise en scène chorégraphique de Georges Reich, paroles de Charles Aznavour, musique de Jeff Davis, Théâtre de la Porte-Saint-Martin (Paris)
- 1958 : Flower Drum Song (Au rythme des tambours fleuris) (Richard Rodgers / Oscar Hammerstein II - Joseph Fields) St. James Theatre, Broadway
- 1959 : The Sound of Music (La Mélodie du bonheur) (Richard Rodgers / Oscar Hammerstein II - Howard Lindsay et Russel Crouse)

### Années 1960
- 1960 :

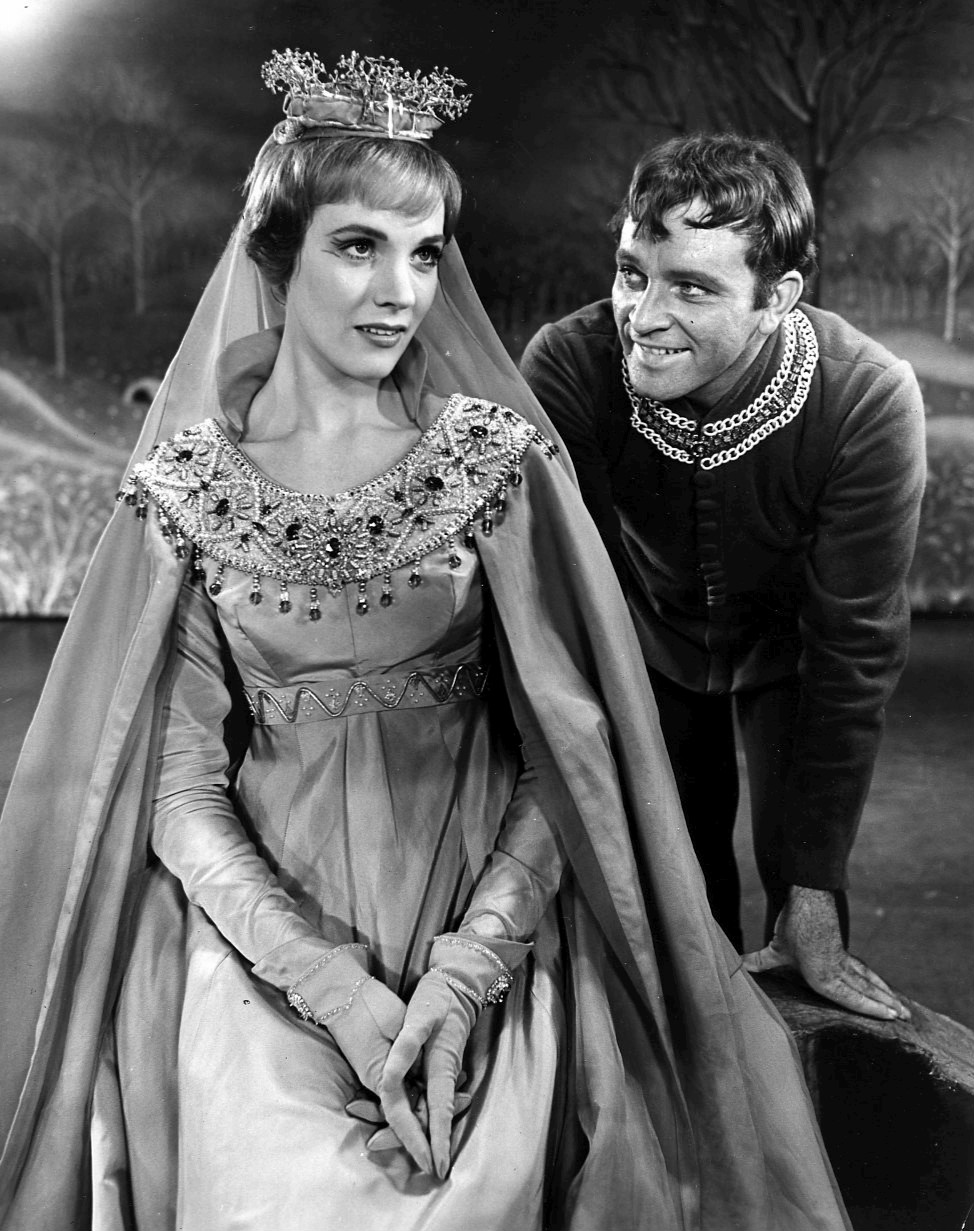
Julie Andrews et Richard Burton dans Camelot (1960).

  - Camelot (Frederick Loewe / Alan Jay Lerner, d'après The Once and Future King de Terence Hanbury White)
  - Bye Bye Birdie (Michael Stewart / Lee Adams / Charles Strouse) - Martin Beck Theatre
  - Oliver! (Lionel Bart, d'après le roman Oliver Twist de Charles Dickens) - Wimbledon Theatre
- 1962 :
  - A Funny Thing Happened on the Way to the Forum (Le Forum en folie) (Stephen Sondheim / Stephen Sondheim - Burt Shevelove et Larry Gelbart, d'après Pseudolus, Miles Gloriosus et Mostellaria de Plaute)
  - Little Me (Cy Coleman / Cy Coleman - Neil Simon, d'après les mémoires de Belle Poitrine recueillis par Patrick Dennis)
- 1964 :
  - Anyone Can Whistle (Stephen Sondheim / Arthur Laurents) - Majestic Theatre
  - Fiddler on the Roof (Un violon sur le toit) (Jerry Bock / Sheldon Harnick - Joseph Stein, d’après Cholem Aleichem)
  - Funny Girl (Jule Styne / Bob Merrill  - Isobel Lennart) - Winter Garden Theatre, Broadway
  - Hello, Dolly ! (Jerry Herman / Jerry Herman - Michael Stewart, d'après John Oxenford, Johann Nestroy et Thornton Wilder) - St. James Theatre, Broadway
- 1965 : L'Homme de la Mancha (Mitch Leigh / Joe Darion - Dale Wasserman d’après Cervantes) - Goodspeed Opera House de New York – création française en 1968 au théâtre de la Monnaie de Bruxelles puis au théâtre des Champs-Élysées de Paris

- 1966 :

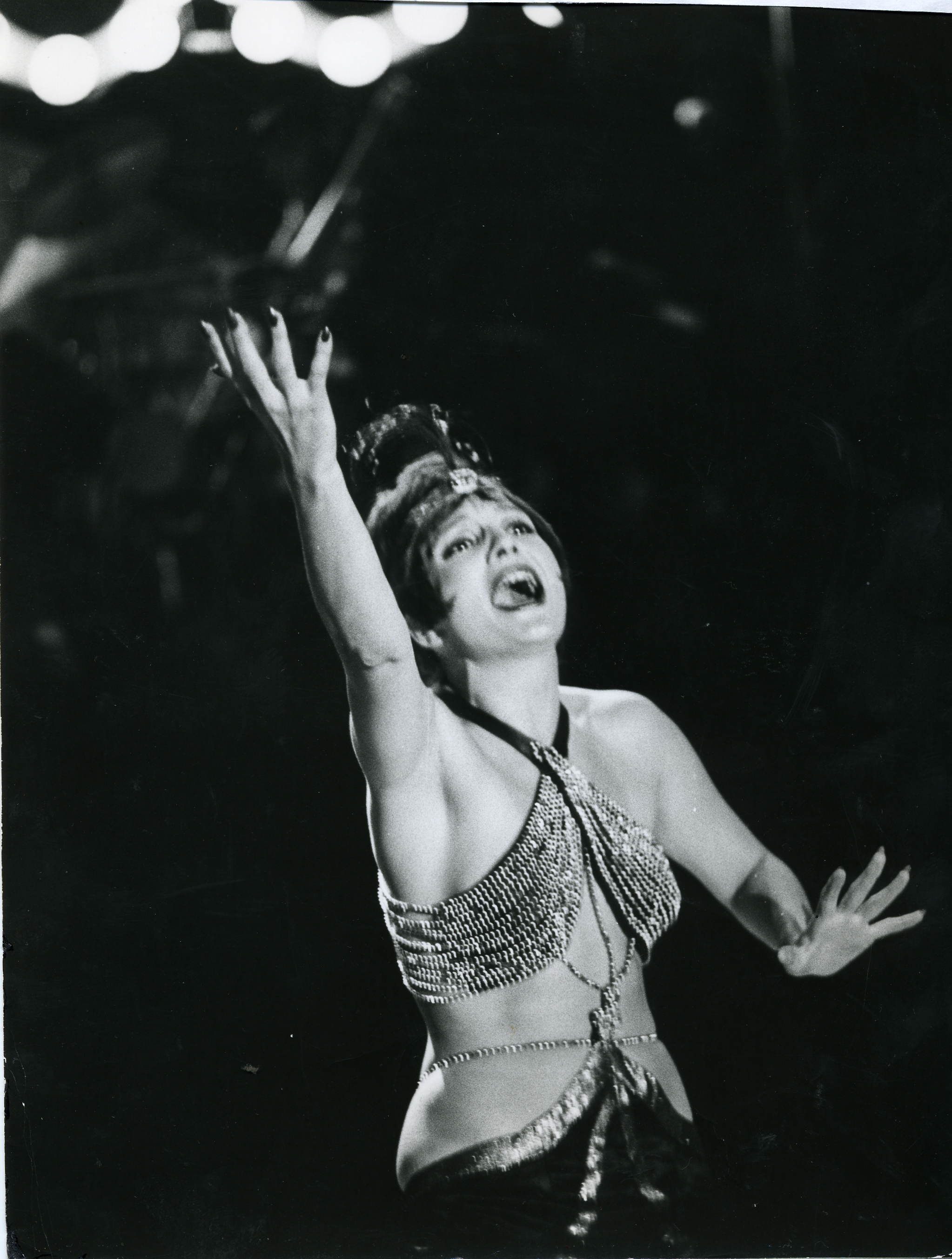
Anne Beate Odland dans une production de Cabaret (1975).

  - Cabaret (John Kander / Fred Ebb - Joe Masteroff, d’après John Van Druten et Christopher Isherwood) - Broadhurst Theatre, New York
  - Mame (Jerry Herman / Jerry Herman - Jerome Lawrence et Robert E. Lee)
  - Sweet Charity (Cy Coleman / Dorothy Fields / Neil Simon) - Palace Theatre
- 1967 : Hair (Galt MacDermot / James Rado et Jerome Ragni) ; création française en 1969, théâtre de la Porte-Saint-Martin
- 1968 :
  - Jacques Brel Is Alive and Well and Living in Paris (Jacques Brel / Mort Shuman et Eric Blau) off-Broadway
  - Joseph and the Amazing Technicolor Dreamcoat (Andrew Lloyd Webber / Tim Rice) - Londres
- 1969 : Coco (André Previn / Alan Jay Lerner)

### Années 1970
- 1971 :
  - Godspell (Stephen Schwartz / John-Michael Tebelak) en off-Broadway ; création française en 1973, théâtre de la Porte Saint-Martin (version française de Pierre Delanoë)
  - Follies (Stephen Sondheim)
  - Jesus Christ Superstar (Andrew Lloyd Webber / Tim Rice) - Londres ; création française en 1973, théâtre de Chaillot (version française de Pierre Delanoë)
- 1972 :
  - Grease (Jim Jacobs et Warren Casey) off-Broadway
  - Pippin (Stephen Schwartz / Roger O. Hirson et Bob Fosse) - création britannique en 1973 ; revival en 2013 ; création vénézuélienne en 2013 ; création japonaise en 2019David Nehls et William E Lester en tournée pour The Rocky Horror Show (1996).
- 1973 :

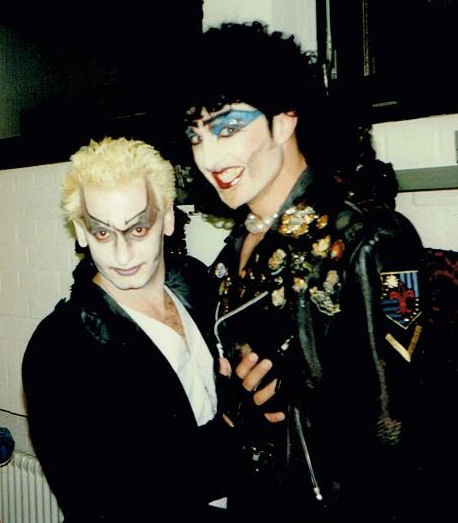
David Nehls et William E Lester en tournée pour The Rocky Horror Show (1996).

  - The Rocky Horror Show (Richard O'Brien / Richard O'Brien) - Londres
  - A Little Night Music (Stephen Sondheim)
  - Seesaw (Cy Coleman / Dorothy Fields - Michael Bennett)
- 1975 :
  - Chicago (John Kander / Fred Ebb d’après Maurine Dallas Watkins) 46th Street Theatre, Broadway ; création française en 2003, Montréal et 2004, Casino de Paris (adaptation de Laurent Ruquier)
  - A Chorus Line (Chorus Line) (Marvin Hamlisch / Edward Kleban - James Kirkwood et Nicholas Dante)
  - Thomas and the King (Thomas et le Roi) (John Williams)
  - The Wiz (Charlie Smalls / Charlie Smalls - William F. Brown d'après L. Frank Baum)
- 1977 : Annie (Charles Strouse / Martin Charnin - Thomas Meehan)
- 1978 :
  - Evita (Andrew Lloyd Webber / Tim Rice) - Prince Edward Theatre de Londres
  - The Best Little Whorehouse in Texas (La Cage aux poules) (Carol Hall et Patrick Williams / Larry L. King et Peter Masterson)

### Années 1980
- 1980 :
  - Alice in Concert (Elisabeth Swados / Joseph Papp, d'après Alice au pays des merveilles de Lewis Carroll)
  - 42nd Street (Harry Warren / Al Dubin, Michael Stewart, Mark Bramble, d'après un roman de Bradford Ropes) - Foxwoods Theatre, New York

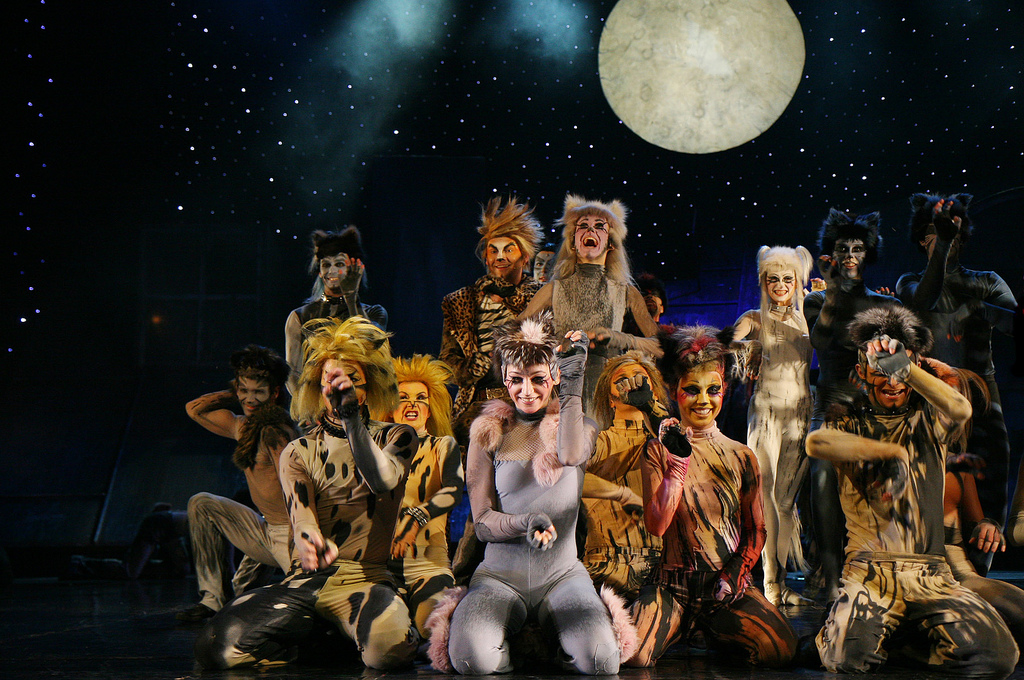
Tableau d'ensemble des Jellicle cats dans Cats (2007).

- 1981 : Cats (Andrew Lloyd Webber / d'après Old Possum's Book of Practical Cats et autres poèmes de T. S. Eliot) - New London Theatre
- 1982 : Nine (Maury Yeston / Arthur Kopit d’après Mario Fratti inspirée du film Huit et demi de Federico Fellini) ; création suédoise en 1989 ; création britannique en 1992 ; création française en 1999, Folies Bergère ; création japonaise en 2009 ; création hongroise en 2021
- 1984 :
  - Chess (Björn Ulvaeus et Benny Andersson / Tim Rice)
  - Sunday in the Park with George (Stephen Sondheim)
- 1986 : The Phantom of the Opera (Andrew Lloyd Webber / Charles Hart  d'après Le Fantôme de l'Opéra de Gaston Leroux) - Her Majesty's Theatre de Londres ; création américaine en 1988 ; création canadienne en 1989 ; création australienne en 1990 ; création hongroise en 2002 ; création française en 2016 au théâtre Mogador, projet annulé
- 1989 : 
  - Miss Saigon (Claude-Michel Schönberg / Richard Maltby Jr. - Alain Boublil) - Théâtre de Drury Lane, Londres
  - Grand Hotel (Robert Wright, George Forrest, Maury Yeston / Luther Davis inspirée du roman Menschen im Hotel (Grand Hotel) de Vicki Baum et de son adaptation cinématographique Grand Hotel d'Edmund Goulding) - Martin Beck Theatre

### Années 1990
- 1990 : 
  - Jekyll & Hyde (Leslie Bricusse, Steve Cuden, Frank Wildhorn d'après le roman L'Étrange Cas du docteur Jekyll et de M. Hyde de Robert Louis Stevenson) - Alley Theatre
  - Kiss of the Spider Woman (John Kander / Fred Ebb - Terrence McNally) - State University of New York at Purchase ; création hongroise en 2001 ; création française en 2011.

- 1991 :

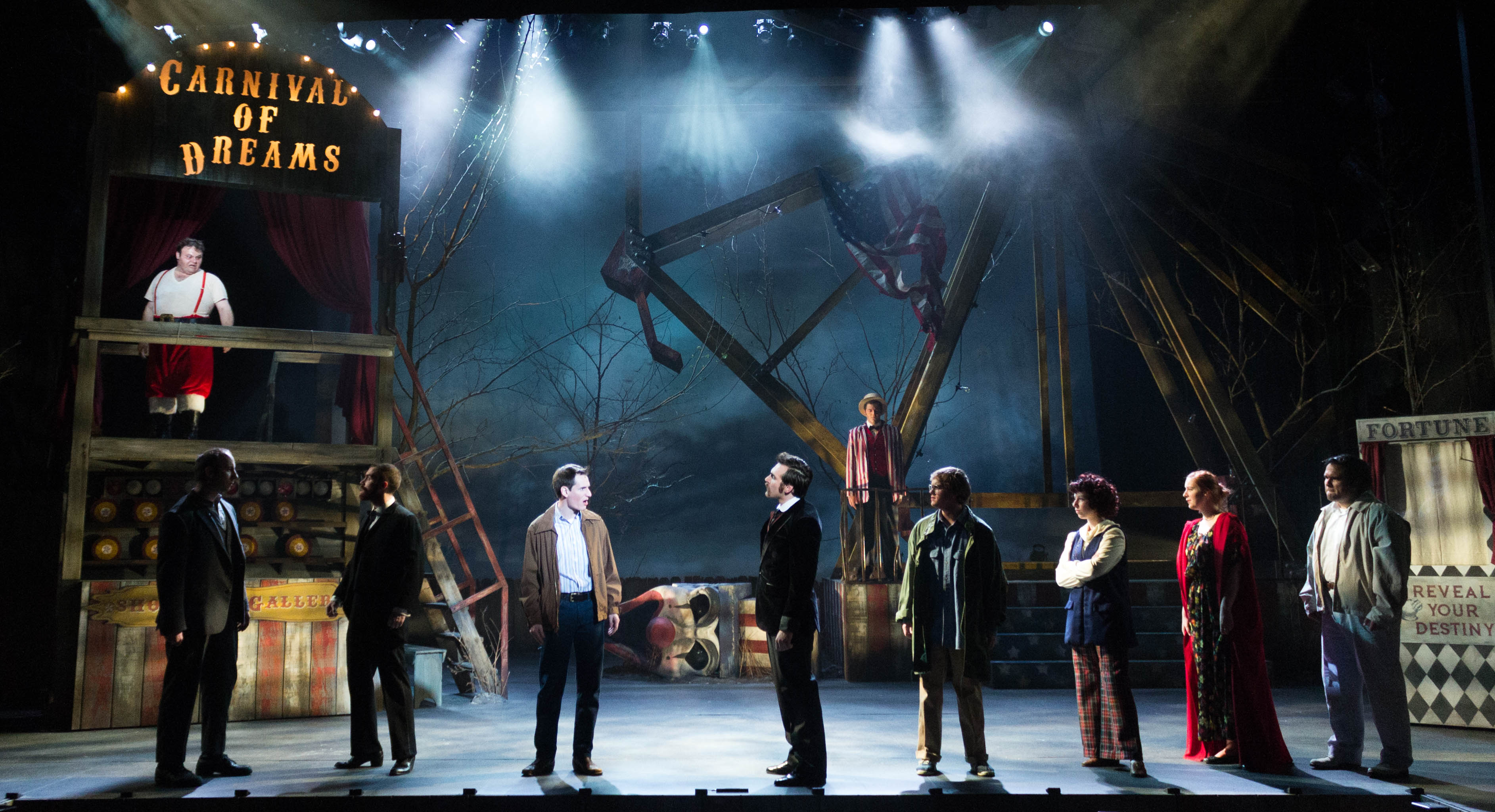
Assassins en pleine représentation (2017).

  - Assassins (Stephen Sondheim / Stephen Sondheim - John Weidman d'après une idée de Charles Gilbert, Jr.) - Playwrights Horizons off-Broadway
  - Phantom (Maury Yeston, Arthur Kopit d'après Le Fantôme de l'Opéra de Gaston Leroux) - Theatre Under The Stars ; création japonaise en 2019 ; création sud-coréenne en 2021
- 1993 : Sunset Boulevard (Andrew Lloyd Webber / Don Black et Christopher Hampton d’après le film homonyme de Billy Wilder, sorti en 1950) - Adelphi Theatre, Londres
- 1994 : La Belle et la Bête (Alan Menken / Howard Ashman et Tim Rice - Linda Woolverton, adapté du film d'animation éponyme) ; création australienne en 1995 ; création britannique en 1997 ; création hongroise en 2004 ; création française en 2013 au théâtre Mogador, adaptation française de Ludovic-Alexandre Vidal, Claude Rigal-Ansous et Nicolas Nebot ; création indienne en 2015 ; création chinoise en 2018
- 1995 : I Was Looking at the Ceiling and Then I Saw the Sky (John Adams / June Jordan)
- 1996 :
  - Heathcliff, d'après Les Hauts de Hurlevent d'Emily Brontë
  - Rent (Jonathan Larson / Jonathan Larson d’après La Bohème de Puccini) - David Nederlander Theatre off-Broadway

- 1997 : 

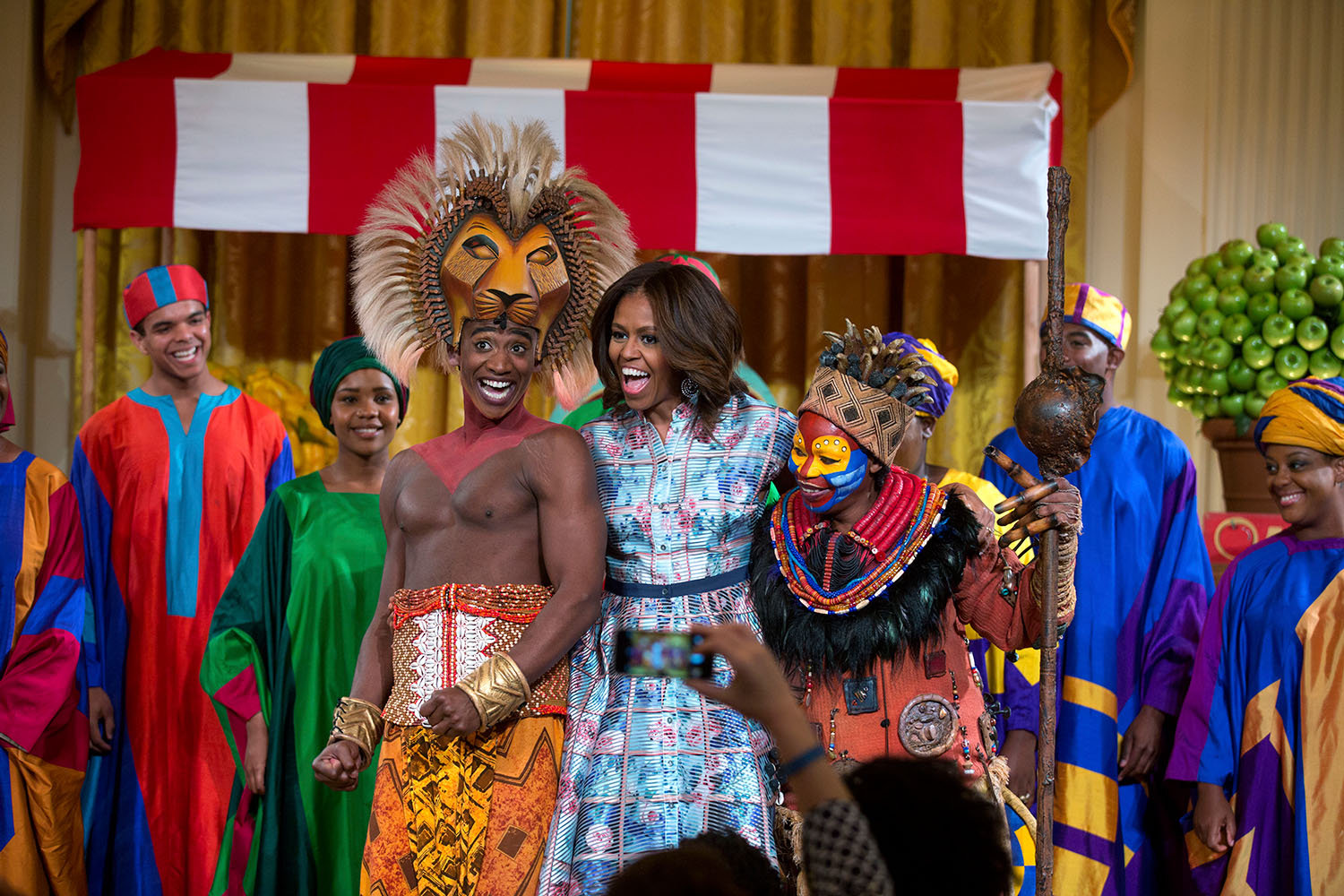
Michelle Obama avec la troupe du Roi Lion (2014).

  - Le Roi lion (Elton John, Lebo M, Julie Taymor Mark Mancina, Jay Rifkin, et Hans Zimmer / Tim Rice - Roger Allers et Irene Mecchi, adapté du film d'animation éponyme) - Orpheum Theatre, Minneapolis ; création française en 2007 au théâtre Mogador, adaptation française de Stéphane Laporte
  - The Scarlet Pimpernel (Frank Wildhorn / Nan Knighton) - Minskoff Theatre ; création allemande en 2003, adaptation de Wolfgang Adenberg ; création japonaise en 2008, adaptation de Shūichirō Koike
  - Titanic (Maury Yeston / Peter Stone) - Lunt-Fontanne Theatre ; création néerlandaise en 2001 ; création allemande en 2002 ; création japonaise en 2007
- 1998 :
  - Footloose (Walter Bobbie / Dean Pitchford et Walter Bobbie d'après le scénario de Dean Pitchford pour le film homonyme sorti en 1984) - Richard Rodgers Theatre, New York
  - Hedwig and the Angry Inch (Stephen Trask / John Cameron Mitchell) - off-Broadway
  - Créatures (Lee Maddeford / Alexandre Bonstein)  - Red House Studio, New York ; création française en 2004 au Vingtième Théâtre puis Théâtre de la Renaissance
- 1999 : Mamma Mia! (Abba / Catherine Johnson) - Prince Edward Theatre de Londres ; création française en 2010 au théâtre Mogador, adaptation française de Stéphane Laporte et Nicolas Nebot

### Années 2000
- 2000 : Bare: A Pop Opera (Damon Intrabartolo, Jon Hartmere) - Hudson Theatre, Los Angeles ; créations japonaises et coréennes
- 2001 :
  - Dracula, the Musical (Don Black et Christopher Hampton / Frank Wildhorn) - La Jolla Playhouse (San Diego)
  - The Last Five Years (Jason Robert Brown) - Chicago
  - The Producers (Les Producteurs) (Mel Brooks, Thomas Meehan d'après le film homonyme)  - St. James Theatre, Broadway
- 2002 :
  - We Will Rock You (Ben Elton, Brian May et Roger Taylor, autour des plus grands succès du groupe Queen) - Londres
  - Chitty Chitty Bang Bang (Jeremy Sams / Robert et Richard Sherman, George Stiles, Anthony Drewe]) -  London Palladium, Londres

- 2003 :

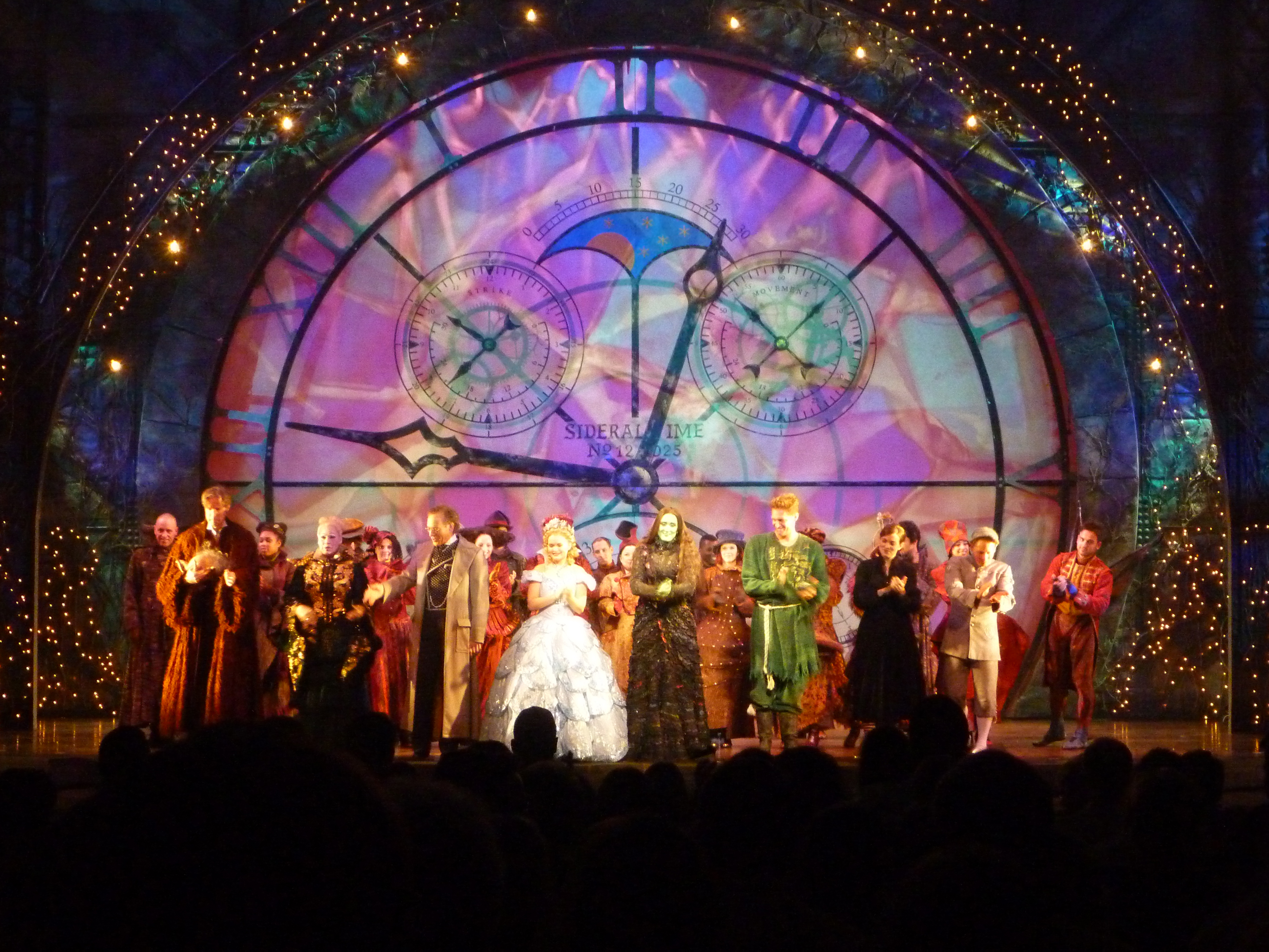
Wicked joué à l'Omaha Orpheum theater (2011).

  - Wicked (Stephen Schwartz / Stephen Schwartz - Winnie Holzman d'après Gregory Maguire) - George Gershwin Theatre, Broadway
  - Avenue Q (Robert Lopez, Jeff Marx et Jeff Whitty) - Vineyard Theatre, Broadway ; création française en 2012 à Bobino
  - Thrill Me (Stephen Dolginoff) - Midtown International Theatre Festival ; créations japonaises et coréennes
- 2004 :
  - Mary Poppins (Julian Fellowes / Robert et Richard Sherman, George Stiles, Anthony Drewe) -  Bristol Hippodrome, Londres
  - Dirty Dancing, the Classic Story on Stage (Eleanor Bergstein) - Sydney ; création française en 2015 au Palais des sports de Paris, adaptation française de Ludovic-Alexandre Vidal et Nicolas Nebot
- 2005 :
  - Billy Elliot, the Musical (Elton John / Lee Hall), d’après le film homonyme - Victoria Palace Theatre, Londres ; création américaine en 2008 à l'Imperial Theatre, Broadway
  - In the Heights (Lin-Manuel Miranda - Quiara Alegría Hudes) - Eugene O'Neill Theater Center, Waterford, Connecticut ; création en Off-Broadway en 2007 ; création à Broadway en 2008 ; création philippine en 2011 ; création japonaise en 2014 ; création australienne en 2015 ; création britannique en 2015

- 2006 :
  - The Pirate Queen (Claude-Michel Schönberg / Alain Boublil et John Dempsey) - Cadillac Palace Theatre, Chicago
  - Tarzan (Phil Collins / David Henry Hwang - Bob Crowley), d'après le film d'animation éponyme - Richard Rodgers Theatre, Broadway
  - Hadestown (Anaïs Mitchell), d'après le mythe d'Orphée et Eurydice - Barre

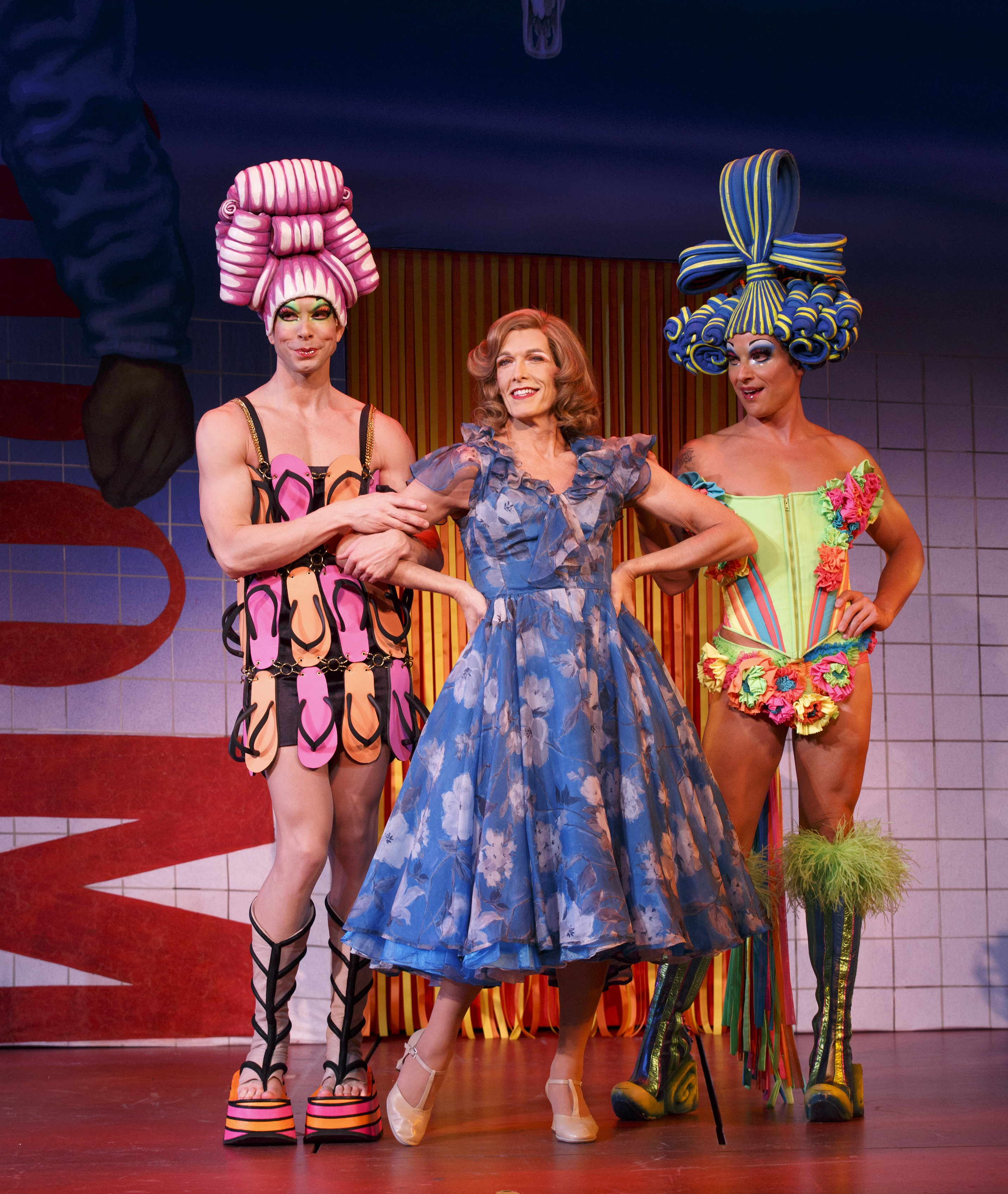
Wade McCollum, Scott Willis et Bryan West dans une production de Priscilla, folle du désert (2013).

  - Wade McCollum, Scott Willis et Bryan West dans une production de Priscilla, folle du désert (2013).Priscilla, Queen of the Desert - The Musical (Stephan Elliott et Allan Scott), d'après le film homonyme - Sydney ; création française en 2017 au Casino de Paris sous le titre Priscilla, folle du désert, la comédie musicale
- 2007 :
  - Monkey, Journey to the West (Damon Albarn / Chen Shi-Zheng d'après Wu Cheng'en)
  - High School Musical On Stage! (divers compositeurs/ David Simpatico) d’après le film homonyme - tournée US
  - The Little Mermaid (Doug Wright / Howard Ashman, Glenn Slater / Alan Menken) d’après le film d'animation éponyme) - Lunt-Fontanne Theatre, Broadway
- 2008 :
  - Marguerite (Claude-Michel Schönberg - Michel Legrand / Herbert Kretzmer - Alain Boublil), d’après La Dame aux camélias d'Alexandre Dumas fils - Royal Haymarket Theatre, Londres
  - Flashdance, the Musical - Theatre Royal, Plymouth ; création française en 2014 au théâtre du Gymnase-Marie Bell
  - Next to Normal (Brian Yorkey, Tom Kitt) - Off-Broadway
- 2009 :
  - American Idiot, the Musical (Green Day) - Berkeley Repertory Theatre, Californie puis St. James Theatre, Broadway
  - Bonnie & Clyde (Don Black - Frank Wildhorn / Ivan Menchell) - La Jolla Playhouse (San Diego)
  - Memphis (David Bryan / Joe DiPietro) - Shubert Theatre

### Années 2010
- 2010 :
  - La Famille Addams (en) (Andrew Lippa / Marshall Bruckman et Rick Elice) - Lunt Fontanne Theatre, Broadway
  - Love Never Dies (Andrew Lloyd Webber / Glenn Slater, Charles Hart - Andrew Lloyd Webber, Glenn Slater, Ben Elton et Frederick Forsyth ; suite de The Phantom of the Opera d'après les personnages du Fantôme de l'Opéra de Gaston Leroux et Le Fantôme de Manhattan de Frederick Forsyth) - Adelphi Theatre de Londres ; création australienne en 2011 ; création danoise en 2012 ; création autrichienne en 2013 ; création japonaise en 2014 ; création allemande en 2015
- 2011 :
  - Aladdin (adaptation scénique du film d'animation éponyme) - 5th Avenue Theatre, Seattle
  - The Book of Mormon (Trey Parker, Robert Lopez et Matt Stone) - Eugene O'Neill Theatre
  - Death Takes a Holiday (Maury Yeston / Peter Stone et Thomas Meehan) - Laura Pels Theatre ; création britannique en 2017 ; création japonaise en 2024
  - Ghost the Musical (Bruce Joel Rubin / Dave Stewart - Glen Ballard) - Manchester Opera House ; création américaine en 2012 ; création sud-coréenne en 2013 ; création hongroise en 2013 ; création autrichienne en 2017 ; création allemande en 2017 ; création japonaise en 2021
  - Spider-Man: Turn Off the Dark (Bono and the Edge / Julie Taymor, Glen Berger, Roberto Aguirre-Sacasa) - Foxwoods Theatre
- 2012 : Natasha, Pierre & The Great Comet of 1812 (Dave Malloy d'après le roman Guerre et Paix de Leon Tolstoï) - Ars Nova
- 2013 : Kinky Boots (Cyndi Lauper, Harvey Fierstein - adaptation scénique du film éponyme) - Al Hirschfeld Theatre ; création japonaise en 2016 ;  création sud-coréenne en 2020
- 2014 : Heathers: The Musical (Laurence O'Keefe, Kevin Murphy - adaptation scénique du film éponyme) ; création britannique en 2018
- 2015 : Lin-Manuel Miranda, créateur d'Hamilton et interprète du rôle-titre (2016).

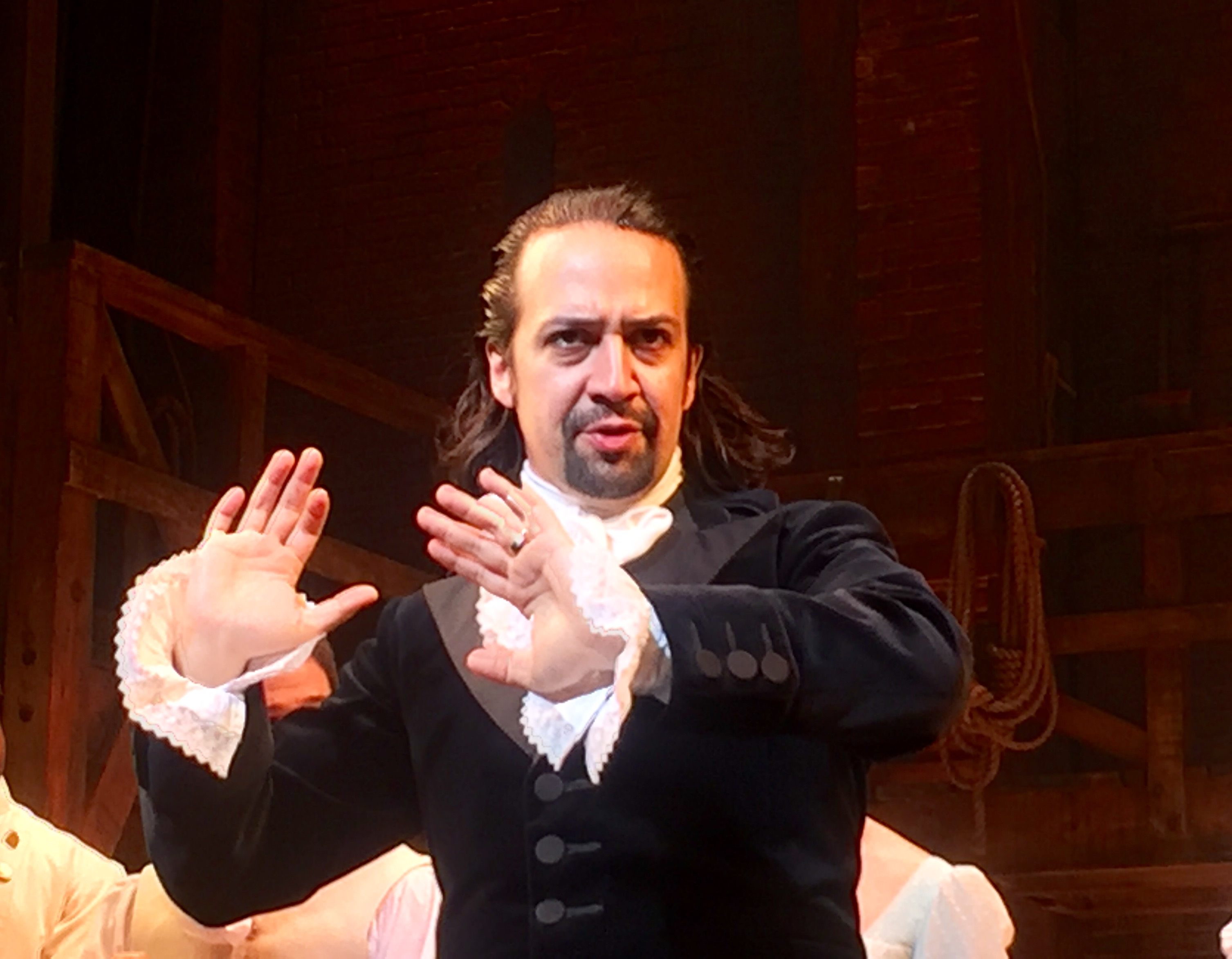
Lin-Manuel Miranda, créateur d'Hamilton et interprète du rôle-titre (2016).

  - Hamilton (Lin Manuel Miranda) - The Public Theatre, New York ; création britannique en 2017 ; création allemande en 2022
  - Dear Evan Hansen (Benj Pasek, Justin Paul, Steven Levenson) - Arena Stage
- 2016 : The Prom ( Matthew Sklar / Bob Martin, Chad Beguelin - Chad Beguelin) - Longacre Theatre ; adaptation japonaise par Chikyū Gorgeous en 2021 ; création suisse en 2021
- 2017 :
  - Frozen (adaptation scénique du film d'animation éponyme)
  - La La Land (adaptation scénique du film homonyme)
  - Bat Out of Hell: The Musical (Jim Steinman)
  - Six (Toby Marlow - Lucy Moss) - Edinburgh Festival Fringe
- 2018 : 
  - Anastasia (adaptation scénique du film d'animation éponyme) - Hartford
  - Beetlejuice (adaptation scénique du film éponyme) - National Theatre
  - Moulin Rouge! The Musical (adaptation scénique du film éponyme) - Emerson Colonial Theatre
  - Pretty Woman (adaptation scénique du film éponyme) - James M. Nederlander Theatre
- 2019 : & Juliet (Max Martin, David West Read) - Manchester Opera House

### Années 2020

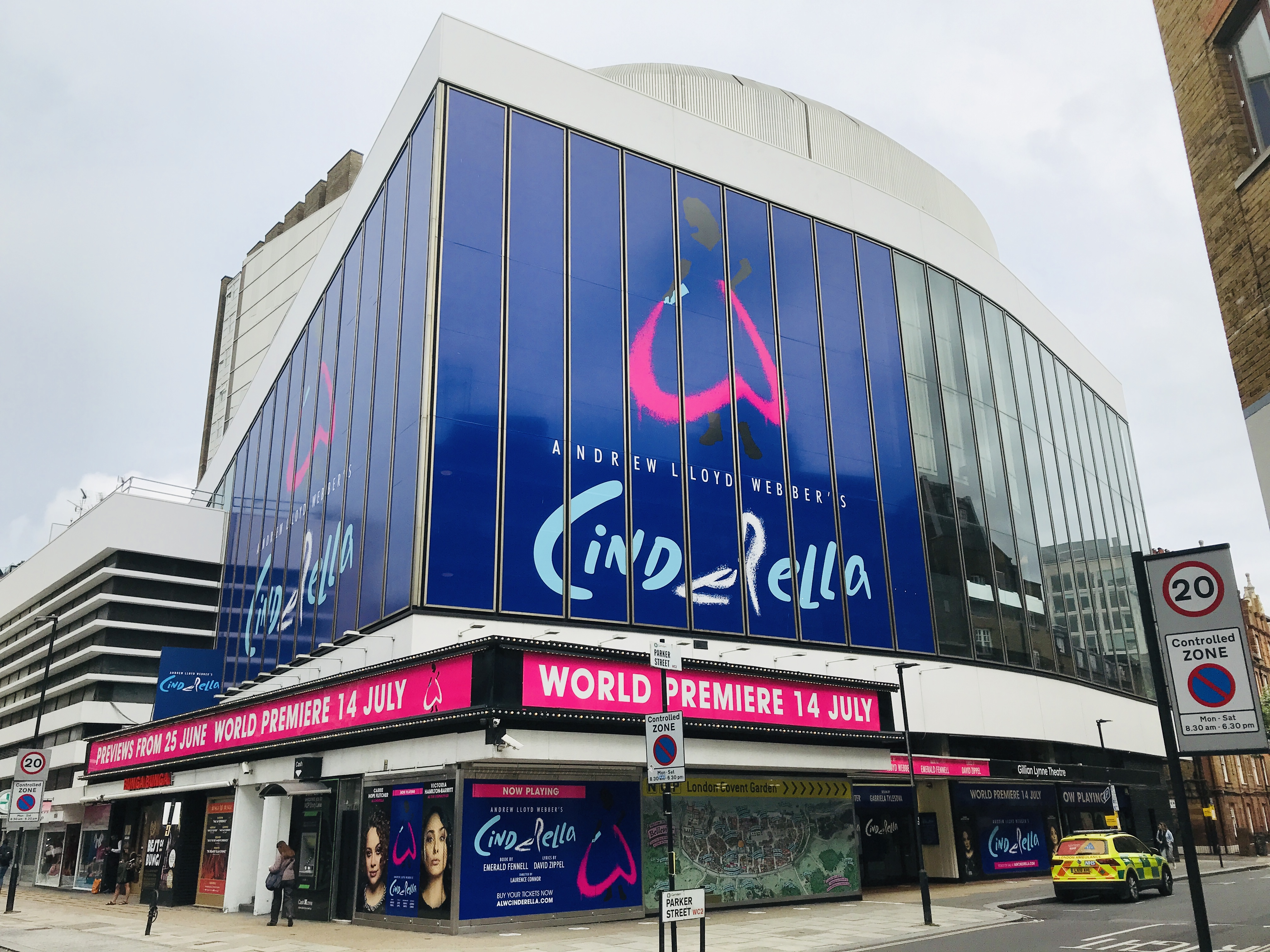
Cinderella à l'affiche du Gillian Lynne Theatre.

- 2020 : Back to the Future: The Musical (Alan Silvestri / Glen Ballard / Bob Gale - adaptation du film éponyme) - Manchester Opera House
- 2021 : Cinderella (Andrew Lloyd Webber, David Zippel, Emerald Fennell - adaptation moderne du conte éponyme de Charles Perrault et des frères Grimm) - Gillian Lynne Theatre de Londres ; création américaine en 2023
- 2021 : Kimberly Akimbo (Jeanine Tesori / David Lindsay-Abaire - adaptation de la pièce de théâtre éponyme) - Atlantic Theater Company
- 2022 : The Devil Wears Prada (Elton John / Shaina Taub et Mark Sonnenblick - Kate Wetherhead d'après le roman éponyme de Lauren Weisberger et le film éponymeécrit par Aline Brosh McKenna) - James M. Nederlander Theatre, Chicago ; création britannique en 2024

## Comédies musicales francophones

### Années 1950-1960

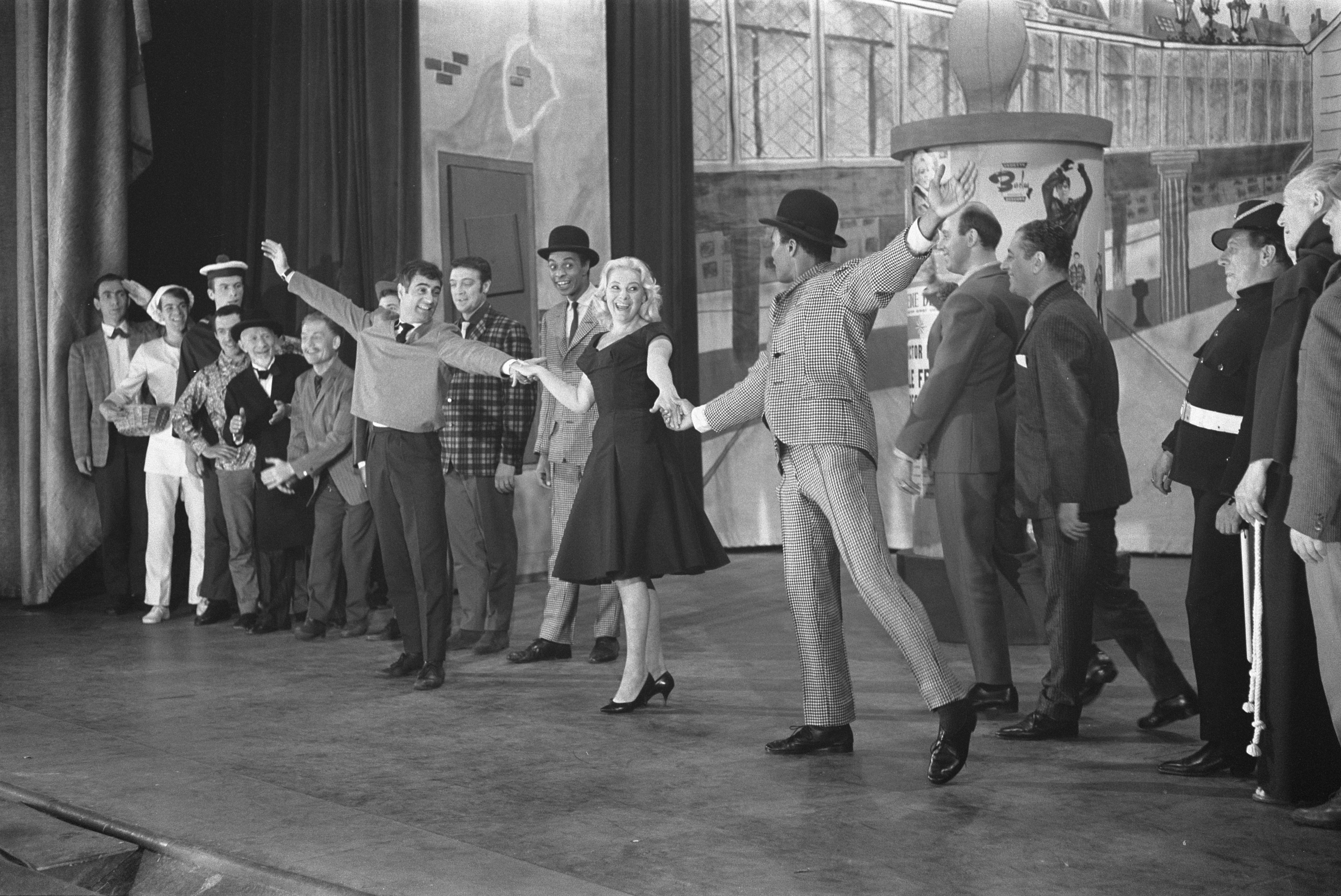
Répétitions dIrma la Douce (1962).

- 1953 : Le Chevalier de neige (Boris Vian / Georges Delerue) - Festival de dramatique de Caen
- 1956 : Irma la Douce (Marguerite Monnot / Alexandre Breffort) - Théâtre Gramont
- 1957 : L'Apprenti fakir (Jean Marais / Charles Aznavour / Jeff Davis) - Théâtre de la Porte-Saint-Martin
- 1692 : La Grosse Valse (Robert Dhéry / Gérard Calvi) - Théâtre des variétés
- 1964 : Pierrot des alouettes (Henri Spade) - Comédie musicale télévisée
- 1968 : Monica la mitraille (Michel Conte[3] / Robert Gauthier, Michel Conte) - Canada

### Années 1970
- 1970 : Demain matin, Montréal m'attend (François Dompierre / Michel Tremblay) - Jardin des Étoiles de Terre des Hommes, Canada
- 1971 : Double V (Jean-Jacques Debout) - théâtre du Châtelet
- 1973 : La Révolution française (Claude-Michel Schönberg, Raymond Jeannot / Alain Boublil, Jean-Max Rivière) - Palais des sports de Paris ; revival en 2024
- 1974 : Gomina (François Wertheimer) - L'Européen, Paris
- 1975 :
  - Mégalopolis (Herbert Pagani) - Album discographique, puis sur scène à Bobino
  - Mayflower (Éric Charden  / Guy Bontempelli) - théâtre de la Porte-Saint-Martin
- 1978 : Pénélope (Serge Prisset / Dany Saval) - Comédie musicale télévisée, puis album discographique
- 1979 :

Le logo officiel de Starmania.

  - Le logo officiel de Starmania.Starmania (Michel Berger / Luc Plamondon) - Palais des congrès de Paris ; revival en 1980, 1986, 1988, 1993, 2004, 2008, 2022 ; création allemande en 1991 au Théâtre Aalto (opéra d’Essen) ; création anglaise en 1992 sous le titre Tycoon (adaptation de Tim Rice)
  - Les Parapluies de Cherbourg (Michel Legrand / Jacques Demy d'après le film homonyme) - théâtre Montparnasse
  - La Forêt magique (Jean-Jacques Debout) - Olympia
  - 36 Front populaire (Jean-Pierre Bourtayre et Jean-Claude Petit / Étienne Roda-Gil) - projet ayant fait l’objet d’un double album mais qui finalement n'a jamais été monté sur scène
  - Émilie Jolie (Philippe Chatel) - Album discographique, puis sur scène en 1985 au Cirque d'hiver de Paris

### Années 1980

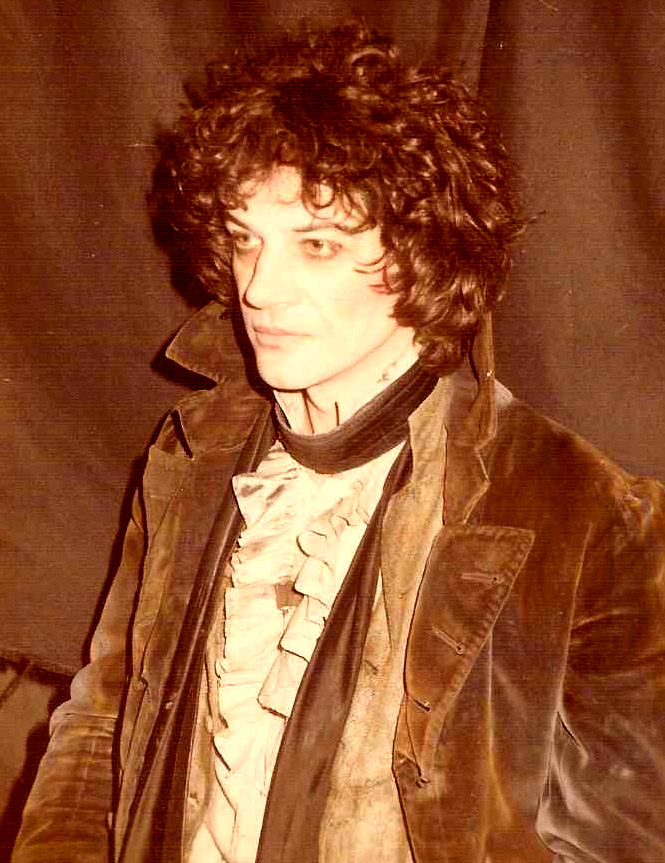
René-Louis Baron en Combeferre pour Les Misérables (1980).

- 1980 : Les Misérables (Claude-Michel Schönberg / Alain Boublil et Jean-Marc Natel d’après le roman homonyme de Victor Hugo) - Palais des sports de ParisLa mise en scène est signée Robert Hossein dans la lignée des grands spectacles qu'il présente depuis 1975 au Palais des sports de Paris ou au Palais des congrès. C'est cependant l'adaptation anglaise (qui a nécessité un véritable travail de recréation de la part des auteurs) créée en 1985 au Barbican Theatre de Londres puis à Broadway en 1987 par Herbert Kretzmer qui fera de Les Miz (surnom anglais) un phénomène mondial. Cette production Cameron Mackintosh sera à son tour adaptée en français pour être créée au théâtre Mogador à Paris en 1991.
- 1981 : Le Charimari (Jo Moutet / Pierrette Bruno) - théâtre Saint-Georges
- 1982 :
  - Pied de poule (Robert Léger / Marc Drouin) - Québec
  - La Planète merveilleuse (Jean-Jacques Debout) - Palais des congrès de Paris
- 1984 :
  - Napoléon (Yves Gilbert / Serge Lama) - théâtre Marigny
  - Le Mystérieux Voyage de Marie-Rose (Jean-Jacques Debout) - Palais des congrès de Paris
  - La Course au Bonheur (Marcel Lefebvre / Paul Baillargeon) - Québec
- 1986 :
  - La Valise en carton (Pascal Auriat / Françoise Dorin, d'après le livre autobiographique de Linda de Suza) - Casino de Paris
  - Jonathan, graine d'amour (Alain Pignel, Patrice Hervé et divers auteurs et compositeurs, sous la supervision de Jean Maupoint) - Château des Vaux puis tournée internationale (Paris, Bruxelles, Rome, Berlin, Cracovie, Prague, etc.)[4]
- 1989 : L'Étrange Histoire du château hanté (Jean-Jacques Debout) - Palais des congrès de Paris

### Années 1990
- 1990 :

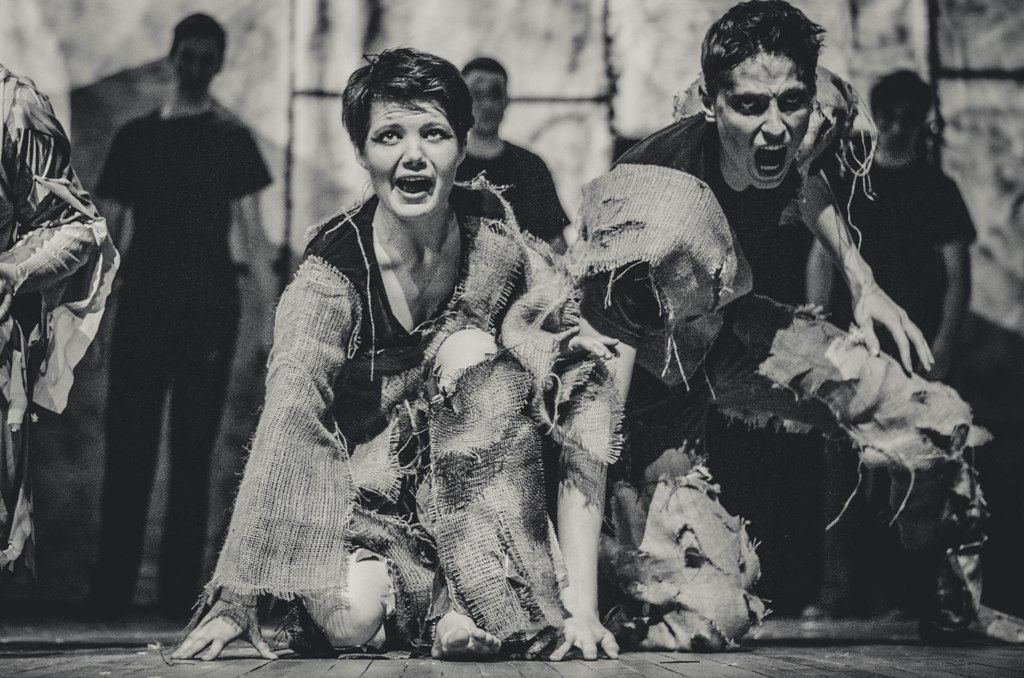
Notre-Dame de Paris, l'une des comédies musicales emblématiques des années 90, a été produite dans de nombreux pays (ici en Ukraine - 2009).

  - La Légende de Jimmy (Michel Berger / Luc Plamondon) - théâtre Mogador
  - Émile Nelligan (André Gagnon / Michel Tremblay) - Québec
- 1992 :
  - Paul et Virginie (Jean-Jacques Debout, d'après le roman homonyme de Bernardin de Saint-Pierre)
  - Sand et les Romantiques (Catherine Lara / Luc Plamondon) - théâtre du Châtelet
- 1994 : Le Sel et le Miel ou De l'étoile jaune à l'étoile bleue (Philippe Sinclair) - théâtre Trévise
- 1997 : La Vie en bleu (Pascal Stive) - théâtre Mogador
- 1998 : Notre-Dame de Paris (Richard Cocciante / Luc Plamondon d'après Victor Hugo) - Palais des congrès de Paris ; création anglaise en 2000 ; création espagnole en 2001 ; création italienne en 2002 ; création russe en 2002 ; création coréenne en 2007 ; création ukrainienne en 2009 ; création néerlandaise en 2010 ; création sud-coréenne en 2016 ; création polonaise en 2016 ; revival français en 2016

### Années 2000
- 2000 :
  - Da Vinci : Les Ailes de la lumière (Christian Schittenhelm) - Casino de Paris
  - Les Dix Commandements (Pascal Obispo / Lionel Florence et Patrice Guirao - Élie Chouraqui) - Palais des sports de Paris ; adapté en anglais sous le titre The Ten Commandments: The Musical (en) (Patrick Leonard / Maribeth Derry) en 2004 ; revival en 2024
  - Les Mille et Une Vies d'Ali Baba (Fabrice Aboulker, Alain Lanty / Thibaut Chatel, Frédéric Doll) -  Zénith de Toulon puis Zénith de Paris

- 2001 :

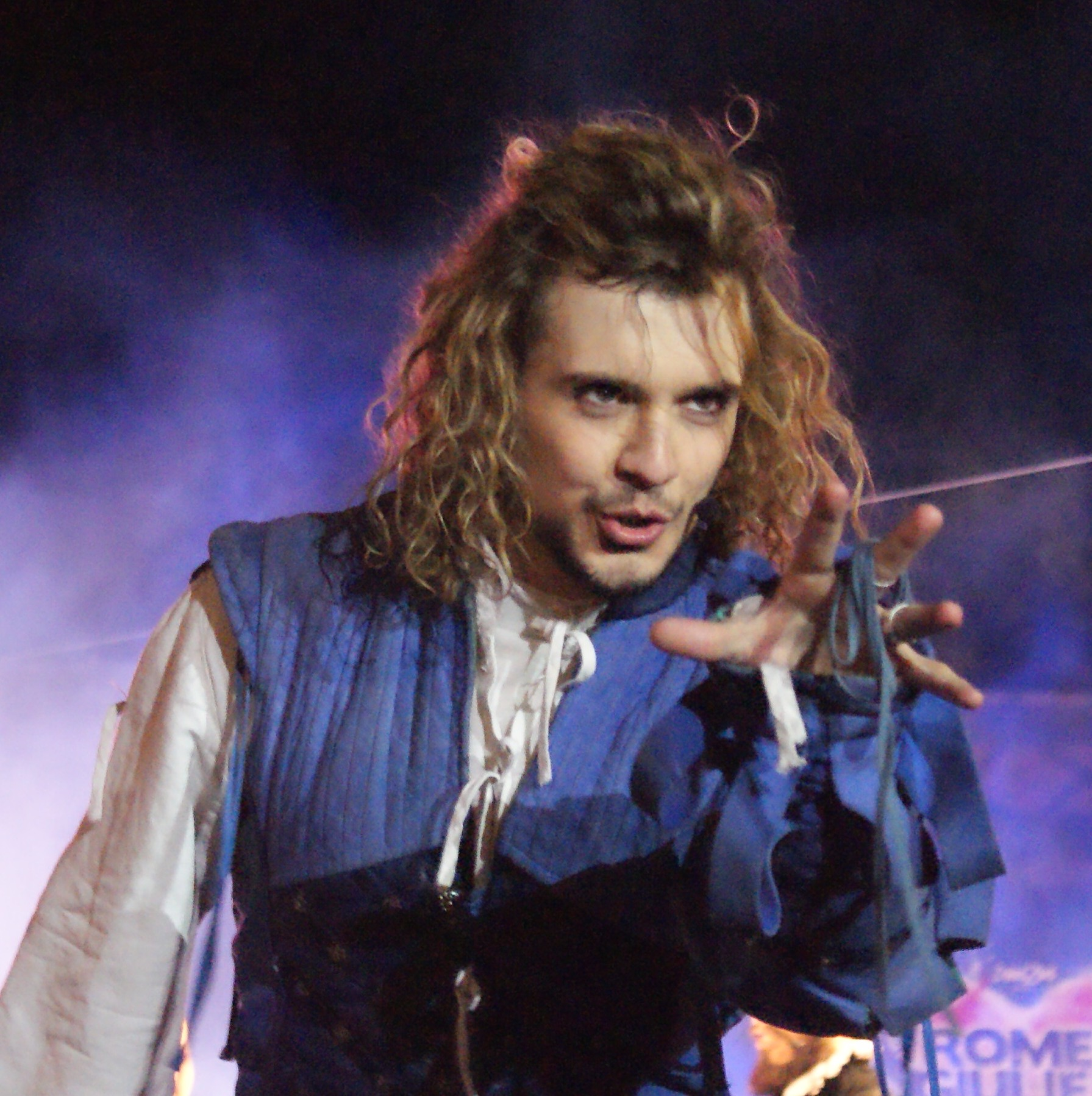
Luca Giacomelli Ferrarini interprète Mercutio dans la production italienne de Roméo et Juliette (2014).

  - Roméo et Juliette, de la haine à l'amour (Gérard Presgurvic / Gérard Presgurvic, d’après la pièce de William Shakespeare) - Palais des congrès de Paris ; création flamande en 2002 sous le titre de Romeo en Julia, van Haat tot Liefde ; création anglaise en 2002 sous le titre de Romeo and Juliet, the musical ; création hongroise en 2004 sous le titre de Róméó és Júlia ; création néerlandaise en 2004 sous le titre de Romeo en Julia, van Haat tot Liefde ; création russe en 2004 sous le titre de Ромео и Джульетта, От ненависти до любви ; création autrichienne en 2005 sous le titre de Romeo und Julia, das Musical ; création mexicaine en 2008 sous le titre de Romeo y Julieta, el musical
  - Frou-Frou les Bains (Divers / Patrick Haudecœur) - théâtre Daunou
  - Chance ! (Hervé Devolder / Hervé Devolder) - théâtre Déjazet
  - Tristan et Yseult (Thierry Harcourt) - Espace Cardin
- 2002 :
  - Cindy (Romano Musumarra / Luc Plamondon) - Palais des congrès de Paris
  - L’Ombre d’un géant (François Valéry) - théâtre Mogador
  - Conchita Bonita (Nicola Piovani / Alfredo Arias et René de Ceccatty) - théâtre de Chaillot
  - Le Petit Prince (Richard Cocciante  / Élisabeth Anaïs, d'après l'œuvre homonyme d'Antoine de Saint-Exupéry) - Casino de Paris
- 2003 :
  - Belles belles belles (Claude François / Daniel Moyne) - Olympia
  - Autant en emporte le vent  (Gérard Presgurvic / Gérard Presgurvic d’après Margaret Mitchell) -  Palais des sports de paris
  - Les Demoiselles de Rochefort (Michel Legrand / Alain Boublil, d’après le film homonyme de Jacques Demy) - Palais des congrès de Paris
- 2004 :
  - Les Enfants du Soleil (Cyril Assous, Didier Barbelivien) - Dôme de Marseille puis Zenith de Paris
  - Spartacus le gladiateur (Maxime Le Forestier / Élie Chouraqui) - Palais des sports de Paris
  - Don Juan (Félix Gray) - théâtre de Saint-Denis (Montréal) ; reprise au Palais des congrès de Paris en 2005 ; création japonaise en 2019, reprise en 2021 sous le titre ドン・ジュアン

- 2005 :

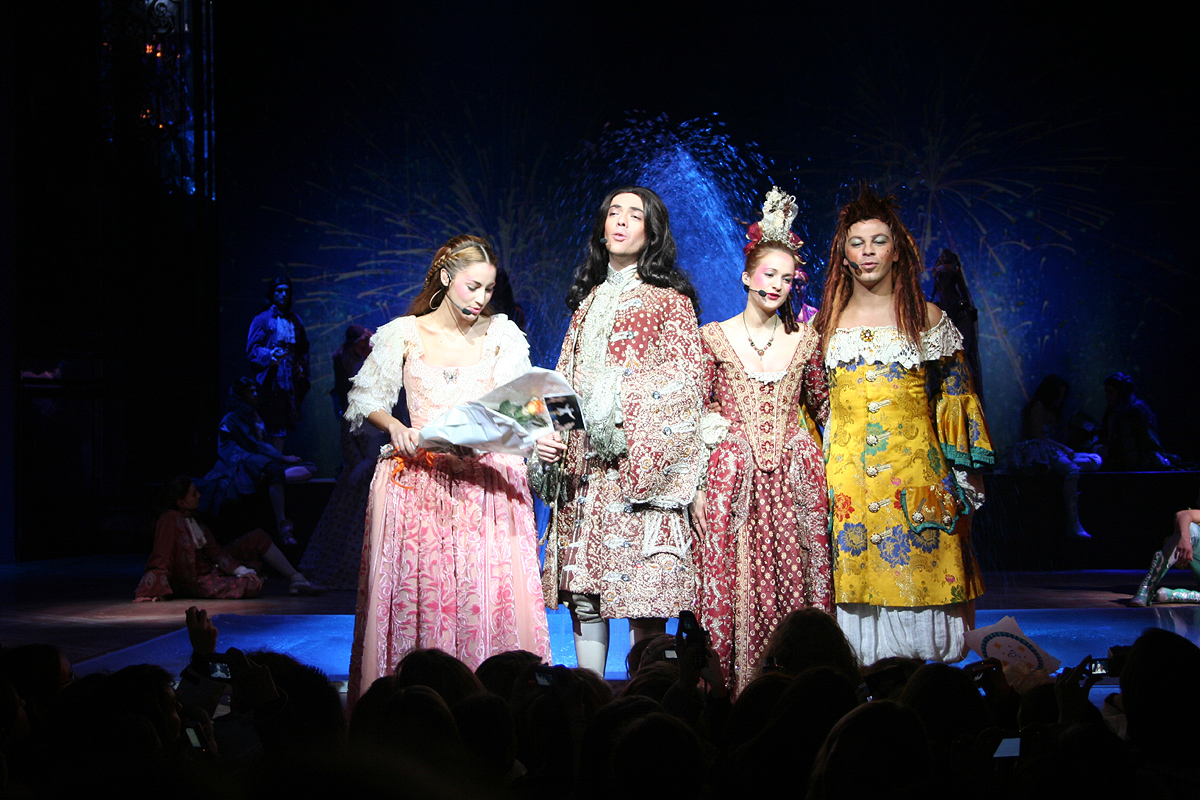
Une partie de la troupe du Roi Soleil lors de la chanson finale (2006).

  - Le Roi Soleil (Dove Attia / Lionel Florence, Patrice Guirao - Francois Chouquet, Dove Attia) - Palais des sports de Paris
  - Gundur et le Dauphin magique (Groupe les Fatals Picards)
  - Les Hors-la-loi (Patrick Laviosa / Alexandre Bonstein) - théâtre Marigny
  - Un éternel hiver (Lynda Lemay / Lynda Lemay) -  création à Saint-Germain-en-Laye
- 2006 :
  - Le Cabaret des hommes perdus (Patrick Laviosa / Christian Siméon d'après une idée originale de Jean-Luc Revol) théâtre du Rond-Point
  - Dracula, entre l'amour et la mort (Simon Leclerc / Roger Tabra - Richard Ouzounian et Bruno Pelletier) - Québec
  - Le Soldat rose (Pierre-Dominique Burgaud / Louis Chedid) - Le Grand Rex
- 2007
  - Le Prince et le Pauvre (Julien Salvia / Ludovic-Alexandre Vidal)
  - Anne, le musical (Jean-Pierre Hadida)
  - L'Histoire de Sally Mac Laureen (Christine Khandjian) - théâtre Mouffetard
  - La Petite Sirène (Christian Schittenhelm / Christian Schittenhelm)
- 2008 :
  - Je m'voyais déjà (Charles Aznavour / Laurent Ruquier) - théâtre du Gymnase-Marie Bell
  - Les Aventures de Rabbi Jacob (Vladimir Cosma / Gérald Sibleyras, Danièle Thompson d'après le film homonyme de Gérard Oury) - Palais des congrès de Paris
  - Audimat ! (Tancrède / Tancrède - Fabrice Lehman) - Le Trianon

- 2009 :

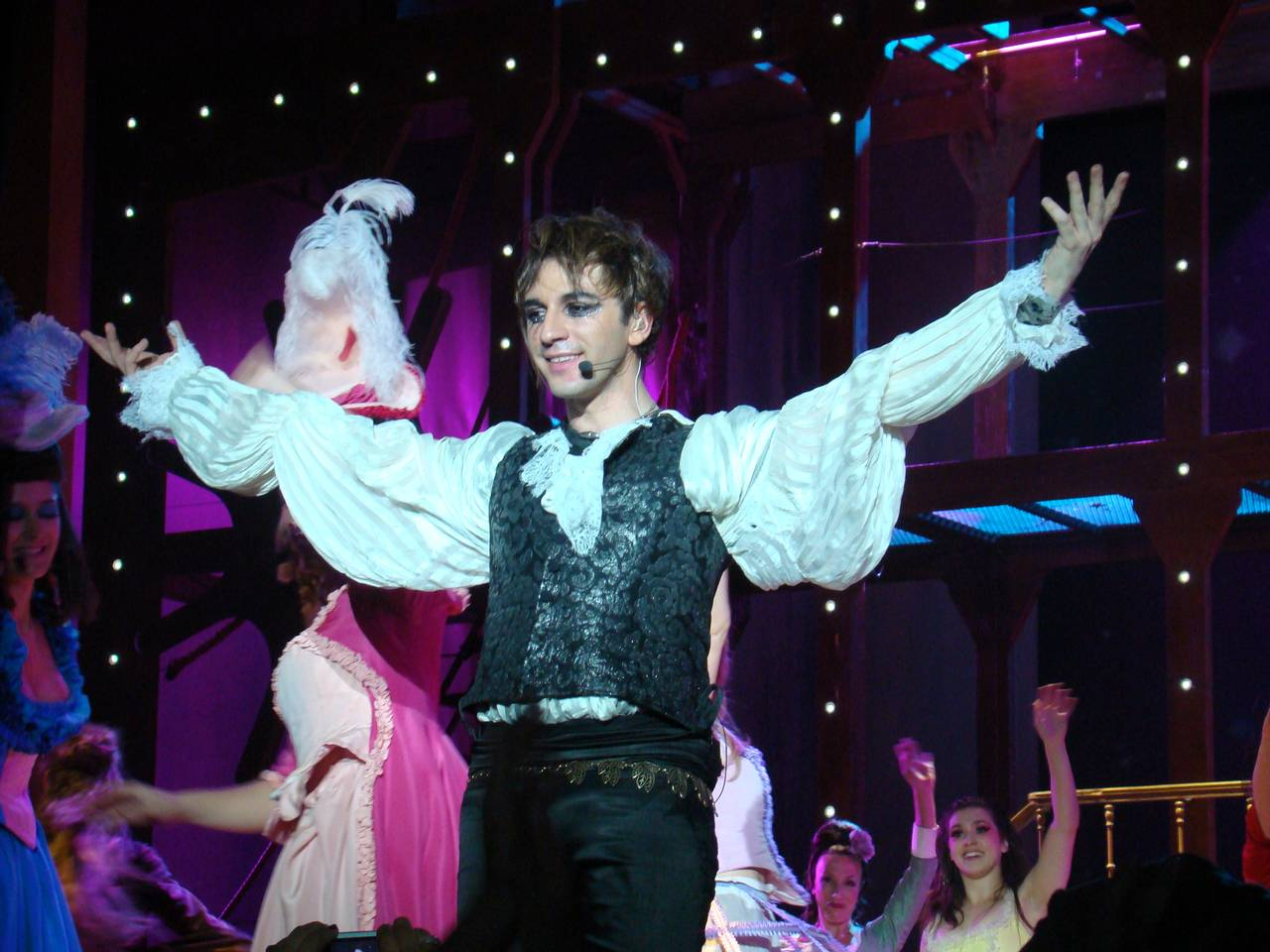
Mikelangelo Loconte dans Mozart, l'opéra rock (2011).

  - Dothy et le Magicien d'Oz (Albert Cohen / Dove Attia) - Le Grand Rex
  - Mozart, l'opéra rock (Albert Cohen / Dove Attia) - Palais des sports de Paris ; 2nde tournée en 2010-2011 ; création coréenne en 2011 sous le titre de 모차르트 오페라 록 ; création japonaise en 2013 sous le titre de『ロックオペラ モーツァルト』
  - Cléopatre, la dernière reine d'Égypte  (Kamel Ouali) - Palais des sports de Paris
  - Cendrillon, le spectacle musical (divers / Gérald Sibleyras et Étienne de Balasy) - théâtre Mogador[5]
  - Shéhérazade : Les Mille et Une Nuits (Félix Gray)[6]

### Années 2010
- 2010 :
  - Roméo et Juliette, les enfants de Vérone, nouvelle version (Gérard Presgurvic / Gérard Presgurvic d’après la pièce de William Shakespeare) - Palais des congrès de Paris ; création japonaise en 2012 puis en 2019 sous le titre de Roméo & Juliette ; création italienne en 2013 sous le titre de Romeo e Giulietta, ama e cambia il mondo
- 2011 :
  - Dracula, l'amour plus fort que la mort (divers / Kamel Ouali) - Palais des sports de Paris
  - Pan (divers / Irina Brook) - théâtre de Paris[7]
  - Cabaret jaune citron (Christine Khandjian, Stéphane Ly-Cuong, An Ton That) - Vingtième Théâtre[8]

- 2012 :

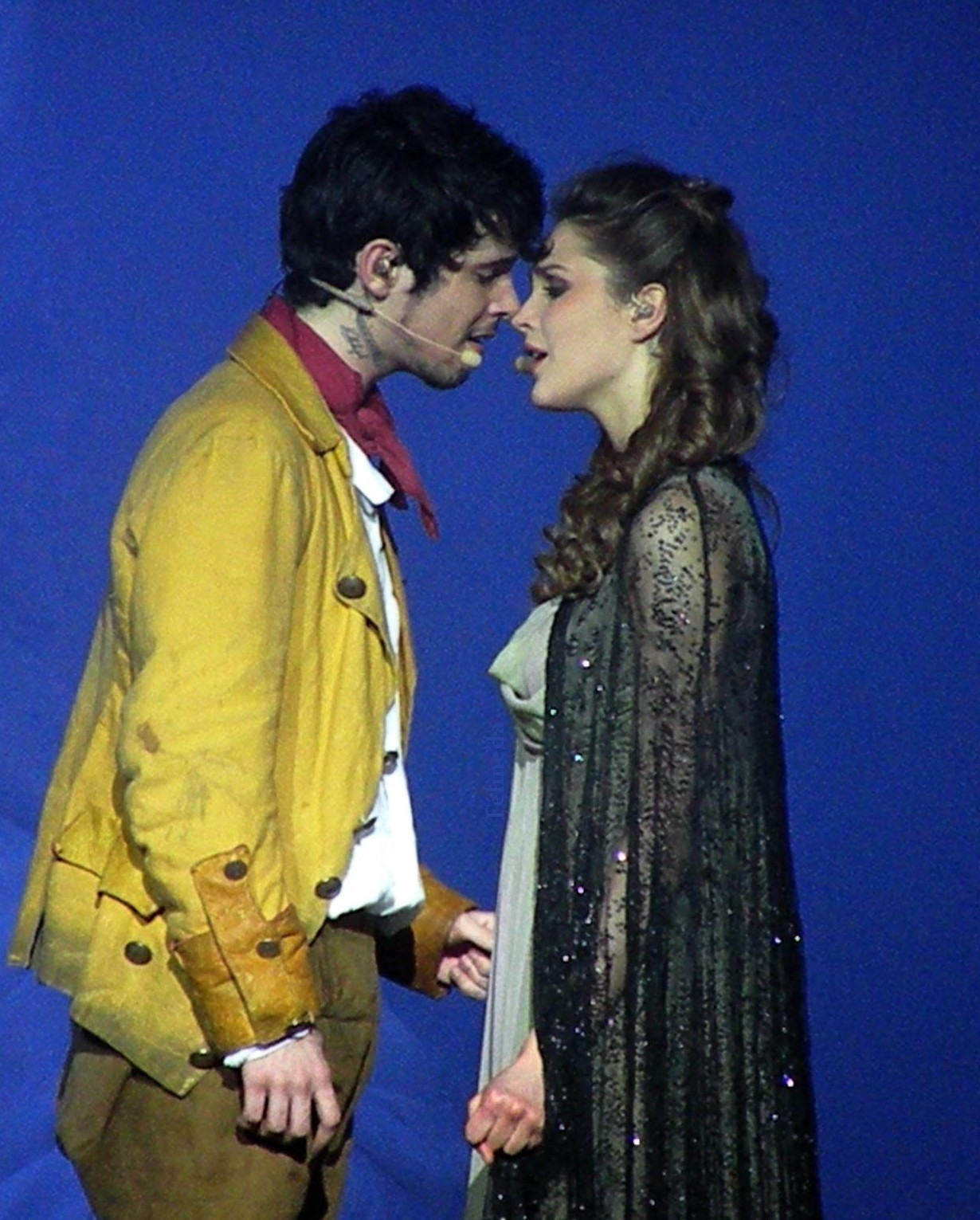
Louis Delort et Camille Lou dans 1789 Les Amants de la Bastille (2014).

  - 1789 : Les Amants de la Bastille (Dove Attia, François Chouquet, Vincent Baguian / Rod Janois, Jean-Pierre Pilot, Olivier Schultheis, William Rousseau) - Palais des sports de Paris[9] ; création japonaise en 2015 puis 2016 sous le titre de 1789 -バスティーユの恋人たち-
  - Adam et Ève : La Seconde Chance (Pascal Obispo) - Palais des sports de Paris
  - Avenue Q (Robert Lopez et Jeff Marx / Bruno Gaccio), mise en scène de Dominique Guillo - Bobino[10]
  - Salut les copains (Pascal Forneri) - Folies Bergère
- 2013 :
  - Robin des Bois (Divers / Lionel Florence, Patrice Guirao) - Palais des congrès de Paris
  - DISCO  (Agnès Boury, Stéphane Laporte et Stéphane Jarny) - Folies Bergère
  - Pinocchio, le spectacle musical (Marie-Jo Zarb et Moria Némo) - théâtre de Paris
- 2014 :
  - Les Fiancés de Loches (Hervé Devolder / Jacques Mougenot d'après Georges Feydeau) - théâtre du Palais-Royal
  - Love Circus (Agnès Boury, Stéphane Laporte et Stéphane Jarny) - Folies Bergère
  - Mistinguett, reine des années folles (Vincent Baguian, Jean-Pierre Pilot, William Rousseau / François Chouquet, Jacques Pessis, Ludovic-Alexandre Vidal) - Casino de Paris
  - Raiponce et le Prince aventurier  (Julien Salvia / Ludovic-Alexandre Vidal - Anthony Michineau) - Espace Pierre Cardin
- 2015 :
  - La Légende du roi Arthur (Dove Attia) - Palais des congrès de Paris ; création japonaise en 2016 sous le titre de アーサー王伝説 ; création coréenne en 2019 sous le titre de 킹 아더
  - Gospel sur la colline (Benjamin Faleyras), mise en scène de Jean-Luc Moreau - Folies Bergère
  - La Petite Fille aux allumettes  (Julien Salvia / Ludovic-Alexandre Vidal - Anthony Michineau) - théâtre du Palais-Royal
  - Marie-Antoinette et le Chevalier de maison-Rouge (Didier Barbelivien - Tony Meggiorin / Antoine Rault) - projet ajourné[11]
  - Résiste (France Gall / Dawit Bruck) - Palais des sports de Paris
  - Roméo et Juliette, les enfants de Vérone, nouvelle version (Gérard Presgurvic / Gérard Presgurvic d’après la pièce de William Shakespeare) - tournée asiatique
  - Zombie Kids (Saule) - Théâtre Le Manège à Mons
  - 24 heures de la vie d'une femme, le musical (Christine Khandjian, Stéphane Ly-Cuong / Sergeï Dreznin) - théâtre La Bruyère

- 2016 :

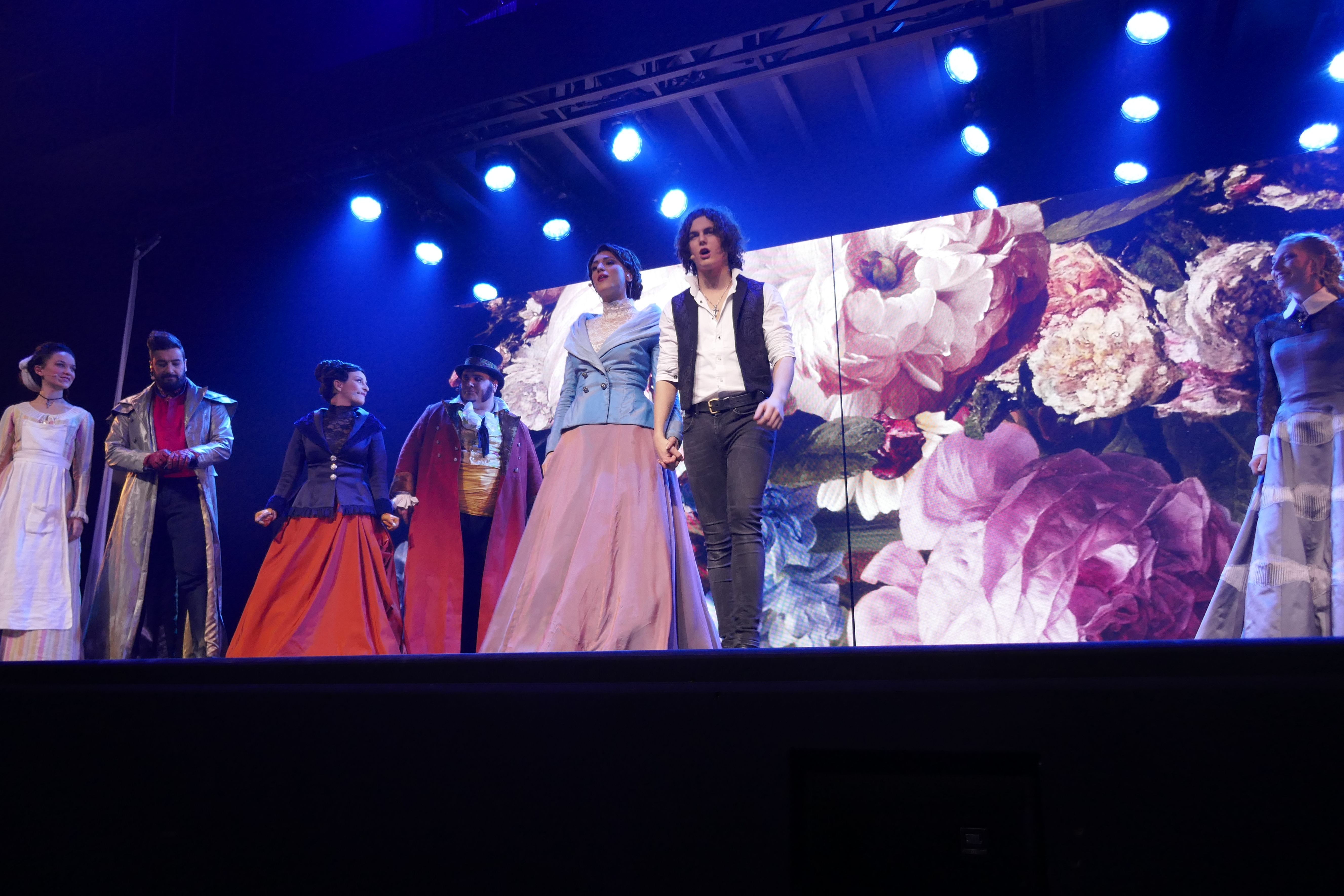
La troupe du Rouge et le Noir lors du tableau final (2016).

  - Le Rouge et le Noir (Zazie, Albert Cohen) d'après le roman éponyme de Stendhal - Le Palace ; création japonaise en 2023 puis 2024 sous le titre de Le Rouge et le Noir ～赤と黒～
  - Les Trois Mousquetaires (Lionel Florence, Patrice Guirao, Nicole et Gilbert Coullier, Roberto Ciurleo) - Palais des sports de Paris
  - Timéo (Julien Vallespi / Jean-Jacques Thibaud), mise en scène d'Alex Goude) - Casino de Paris
  - Oliver Twist, le musical  (Shay Alon et Christopher Delarue) – salle Gaveau
  - Babel L'Héritage (Raphael Bloch / Aurélien Benoilid) - Palais de la Musique et des Congrès de Strasbourg
  - 31 (Gaetan Borg / Stéphane Laporte, mise en scène Virginie Lemoine) - Studio des Champs-Élysées
- 2017 :
  - Chambre 113 (Claire-Marie Systchenko et Eric Bongrand)  - Théâtre de Ménilmontant
  - La clef de Gaïa (de Lina Lamara)  - Théâtre des Mathurins
  - Les Choristes (adaptation scénique du film homonyme) (Bruno Coulais/Christophe Barratier)
  - Jésus, de Nazareth à Jérusalem (Pascal Obispo / Pierre-Yves Lebert et Didier Golemanas) - Palais des sports de Paris
  - La poupée sanglante (Eric Chantelauze / Didier Bailly)  - Théâtre de la Huchette
- 2018 :
  - Les Aventures de Tom Sawyer, le Musical  (Ludovic-Alexandre Vidal / Julien Salvia, mise en scène David Rozen)  - Théâtre Mogador
  - Berlin Kabarett (Stéphan DRUET) - Théâtre de poche Montparnasse
  - Comédiens ! (Eric Chantelauze / Samuel Sené / Raphaël Bancou)  - Théâtre de la Huchette
  - Jack, l’Éventreur de Whitechapel  (Guillaume Bouchède / Michel Frantz, mise en scène Samuel Sené)  -  Théâtre Trévise
  - Louise Weber dite La Goulue (de Delphine Gusteau, musiques de Matthieu Michard) - Théâtre de l'Essaïon
  - Miss Nina Simone  (d’après «Nina Simone, roman» de Gilles Leroy, mise en scène Anne Bouvier)  -  Lucernaire, Théâtre de l'Œuvre
  - Opéra'Porno (de Pierre Guillois, musiques de Nicolas Ducloux)  - Théâtre du rond point
  - Orphée et Eurydice à Bicyclette (Pierre Lericq)  - Lucernaire

- 2019 :INCA dans le rôle-titre de Siddhartha (2020).

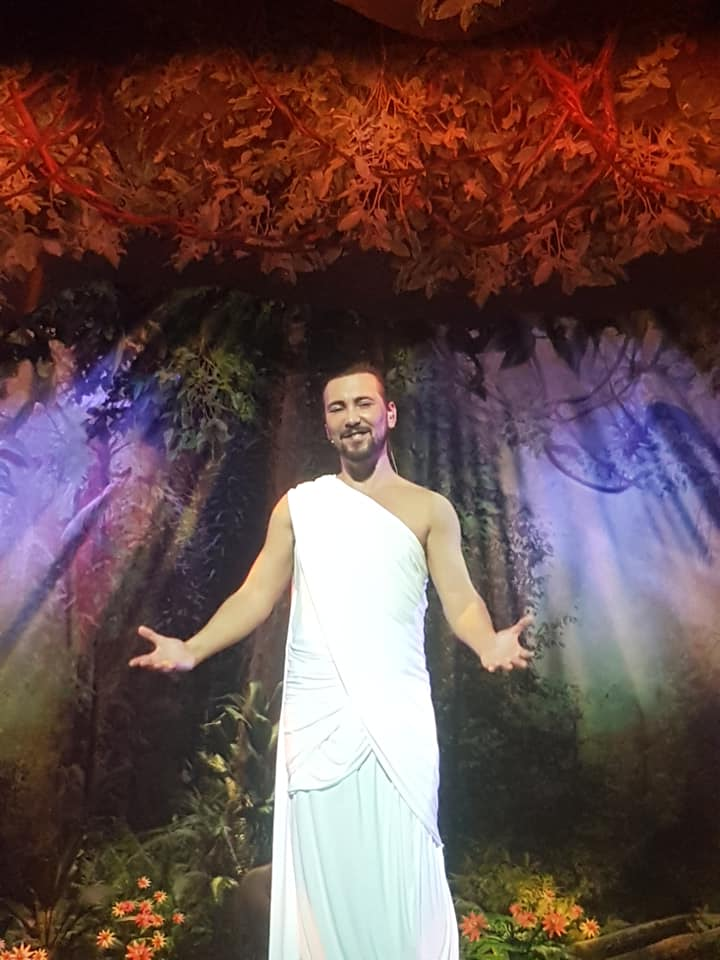
INCA dans le rôle-titre de Siddhartha (2020).

  - Siddhartha, l'opéra Rock (David Clément-Bayard) - Palais des sports de Paris
  - La boule rouge (de Constance Dollfus et Clément Hénaut, arrangements et musiques de Benoit Dupont)  - Théâtre des variétés
  - Un chant de Noël (de Eric Chantelauze, Julien Mouchel, Vincent Merval et Samuel Sené; musiques de Michel Frantz, musiques additionnelles de Raphaël Bancou)
  - La cigale sans la fourmi  (Gaétan Borg, Stéphane Laporte & Julien Goetz)  - Espace Paris plaine
  - La grande petite Mireille  (Marie-Charlotte Leclaire et Hervé Devolder, musiques de Mireille)  - Théâtre Montparnasse
  - L'homme de Schrödinger ! (Eric Chantelauze / Samuel Sené / Raphaël Bancou)  -  Artistic théâtre
  - Jules Verne - la comédie musicale (Nicolas Nebot et Dominique Mattei)  - Théâtre Edouard VII
  - Le malade imaginaire en la majeur (adaptation et musiques de Raphael Callandreau, à partir de la pièce de Molière) - Comédie des trois bornes, Comédie Bastille
  - Peau d'âne (Michel Legrand / Jacques Demy d’après le film éponyme de Jacques Demy et le conte de Charles Perrault) - Théâtre Marigny
  - La Tour de 300 mètres - le musical  (de Marc Deren)  - Théâtre des Mathurins

### Années 2020
- 2020 : Le Tour du Monde 80 Jours, le Musical  (Ludovic-Alexandre Vidal et Julien Salvia, mise en scène David Rozen) - Théâtre Mogador

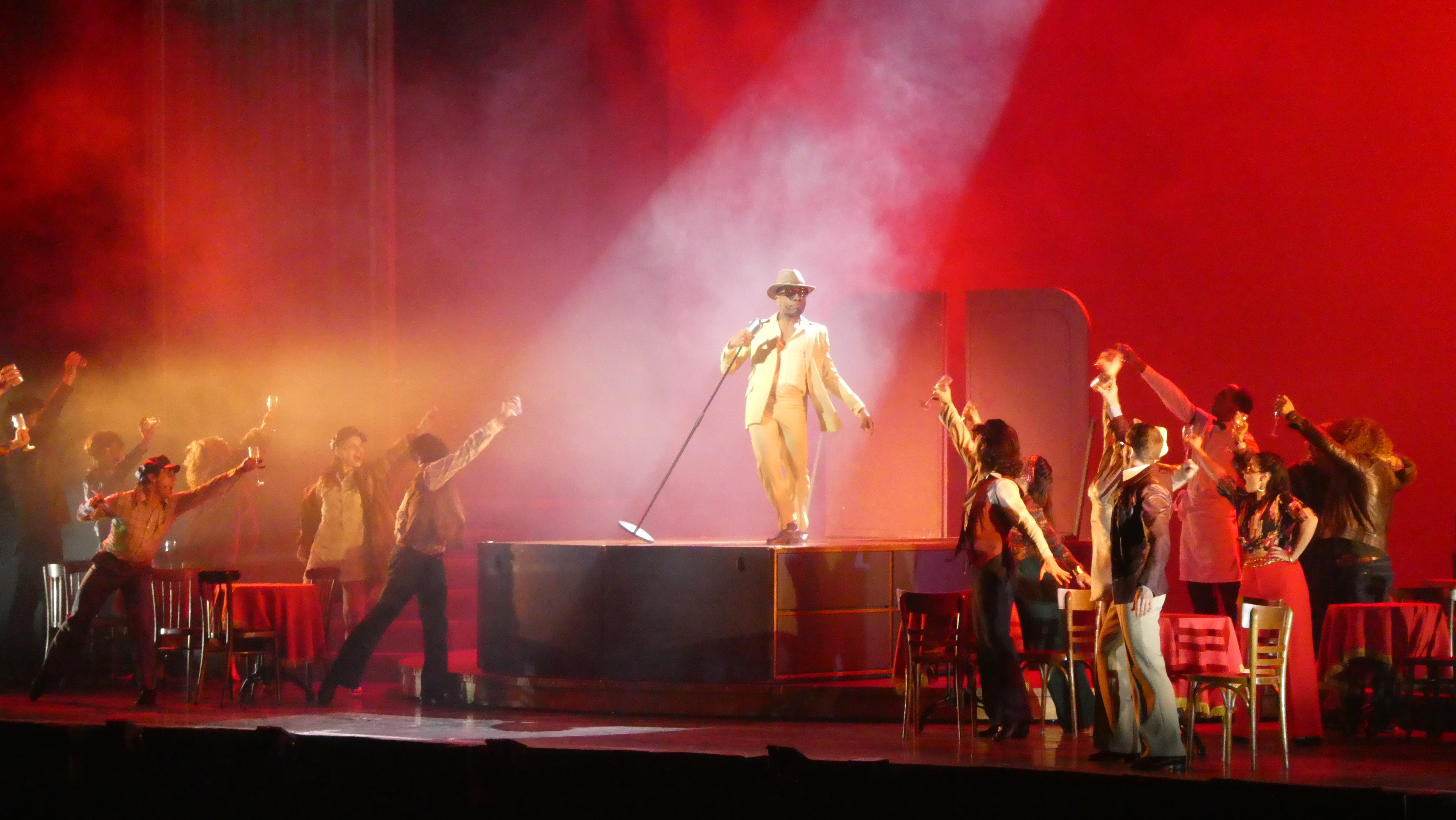
Hobbs dans Je vais t'aimer (2023).

- 2021 : Je vais t'aimer (Frank Montel, Michel Sardou) - Zénith de Lille
- 2022 : Black Legends (divers) - Bobino
- 2022 : Joséphine Baker le musical (Jean-Pierre Hadida) - Bobino
- 2023 : Al Capone (divers / Jean-Felix Lalanne) - Folies Bergère
- 2023 : Bernadette de Lourdes (Grégoire, Lionel Florence, Patrice Guirao) - Dôme de Paris
- 2023 : Molière, l'opéra urbain (divers / Dove Attia) - Dôme de Paris
- 2024 : La Haine : jusqu’ici rien n’a changé (Mathieu Kassovitz / Serge Denoncourt / Emilie Capel / Yaman Okur, d'après le film éponyme de Mathieu Kassovitz) - La Seine musicale

## Comédies musicales autrichiennes

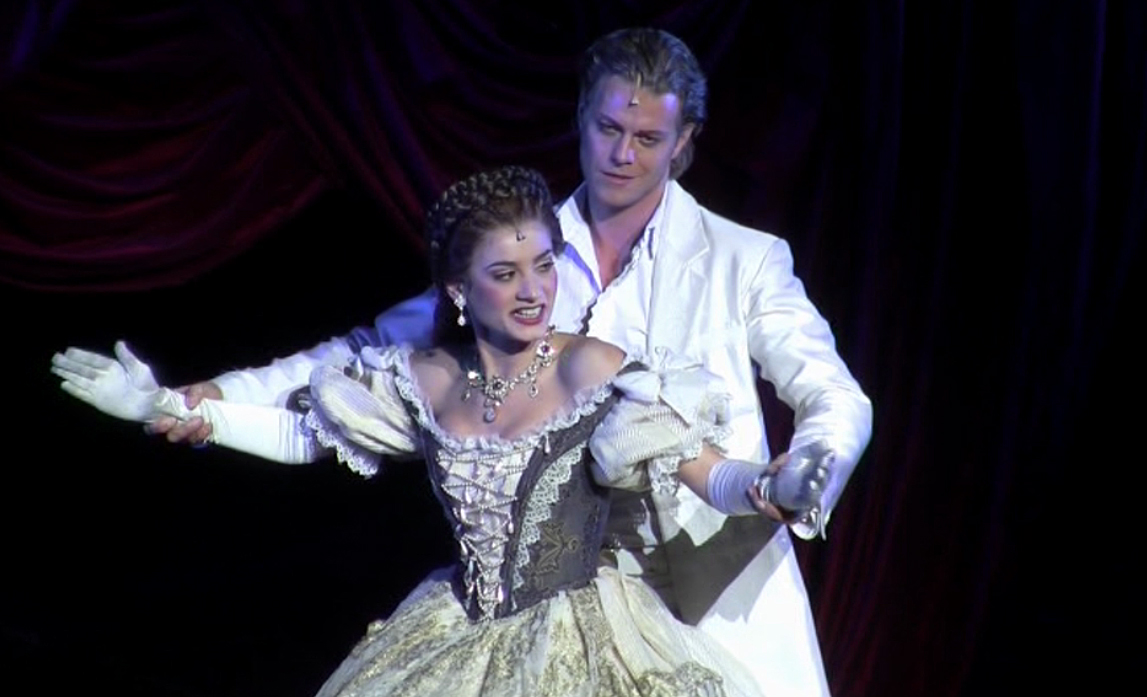
Alice Macura et Mark Seibert dans une production dElisabeth (2009).

- 1992 : Elisabeth (Michael Kunze, Sylvester Levay) - Vienne ; création allemande en 2001 ; création suédoise en 1999 ; création hongroise en 2004 ; création japonaise en 2005 puis 2016 ; création hollandaise en 2009 ; création sud-coréenne en 2013 ; création belge en 2022
- 1997 : Tanz der Vampire (Jim Steinman, Michael Kunze, Roman Polanski), d'après le film éponyme - Vienne ; création allemande en 2000 ; création étatsunienne en 2002 ; création estonienne en 2003 ; création polonaise en 2005 ; création japonaise en 2006 ; création hongroise en 2007 ; création belge en 2010 ; création russe en 2011 ; création finlandaise en 2011 ; création française en 2014 au théâtre Mogador sous le titre Le Bal des vampires, adaptation française de Ludovic-Alexandre Vidal et Nicolas Nebot
- 1999 : Mozart! (Michael Kunze, Sylvester Levay) - Vienne ; création allemande en 2001 ; création hongroise en 2003 ; création japonaise en 2014 ; création sud-coréenne en 2016
- 2006 : Rebecca (Michael Kunze, Sylvester Levay), d'après le roman éponyme - Vienne ; création hongroise en 2010 ; création allemande en 2013 ; création sud-coréenne en 2013 ; création serbe en 2013 ; création tchèque en 2017
- 2023 : Rock Me Amadeus - Das Falco Musical (Falco / Christian Struppeck) - Vienne

## Comédies musicales hongroises

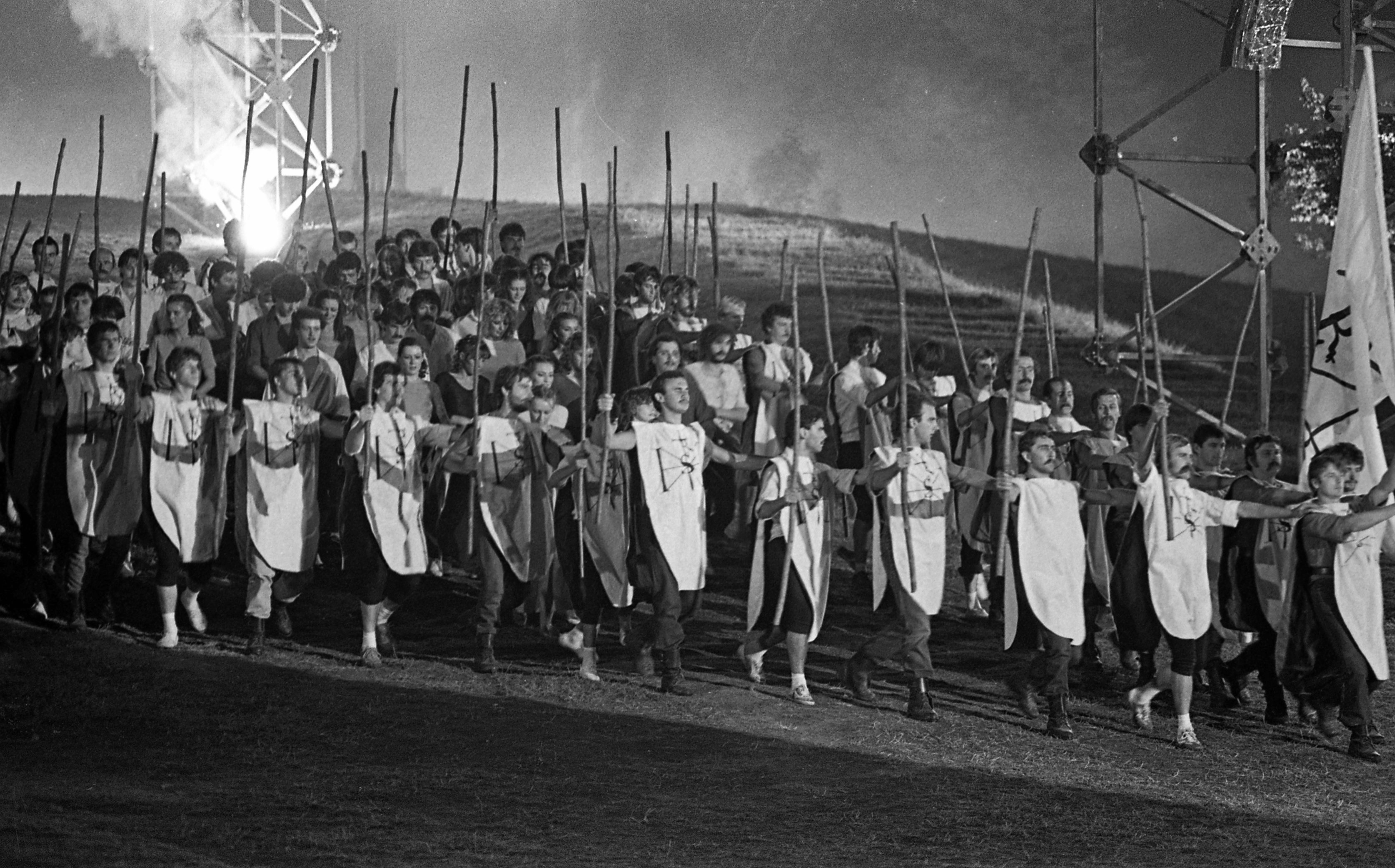
L'un des tableaux dIstván, a király (1983).

- 1983 : István, a király (János Bródy, Miklós Boldizsár / Levente Szörényi) - Városliget
- 1988 : A padlás (Gábor Presser - Dusán Sztevanovity / Dusán Sztevanovity - Péter Horváth) - Théâtre de la Gaieté
- 1995 : Valahol Európában (Dés László - Nemes István / Böhm György, Korcsmáros György, Horváth Péter d'après le film éponyme) - Budapesti Operettszínház
- 1996 : A dzsungel könyve ( László Dés - Péter Geszti / Pál Békés d'après Le livre de la jungle de Rudyard Kipling) - Théâtre de la Gaieté
- 2006 : Rudolf, Az utolsó csók (Frank Wildhorn, Steve Cuden, Miklós Gábor Kerényi), coproduction hongro-étasunienne - Budapesti Operettszínház ; création autrichienne en 2009
- 2008 : Szentivánéji álom (Péter Sziámi Müller - Béla Szakcsi Lakatos / György Bohm d'après Le Songe d'une nuit d'été de William Shakespeare)
- 2011 : Monte Cristo grófja (Zsolt Pozsgai / György Szomor) - Théâtre Jókai de Békéscsaba
- 2022 : Made in Hungaria (Gábo Novai / Brigitta Szokolai, d'après le film éponyme) - József Attila Színház

## Comédies musicales italiennes

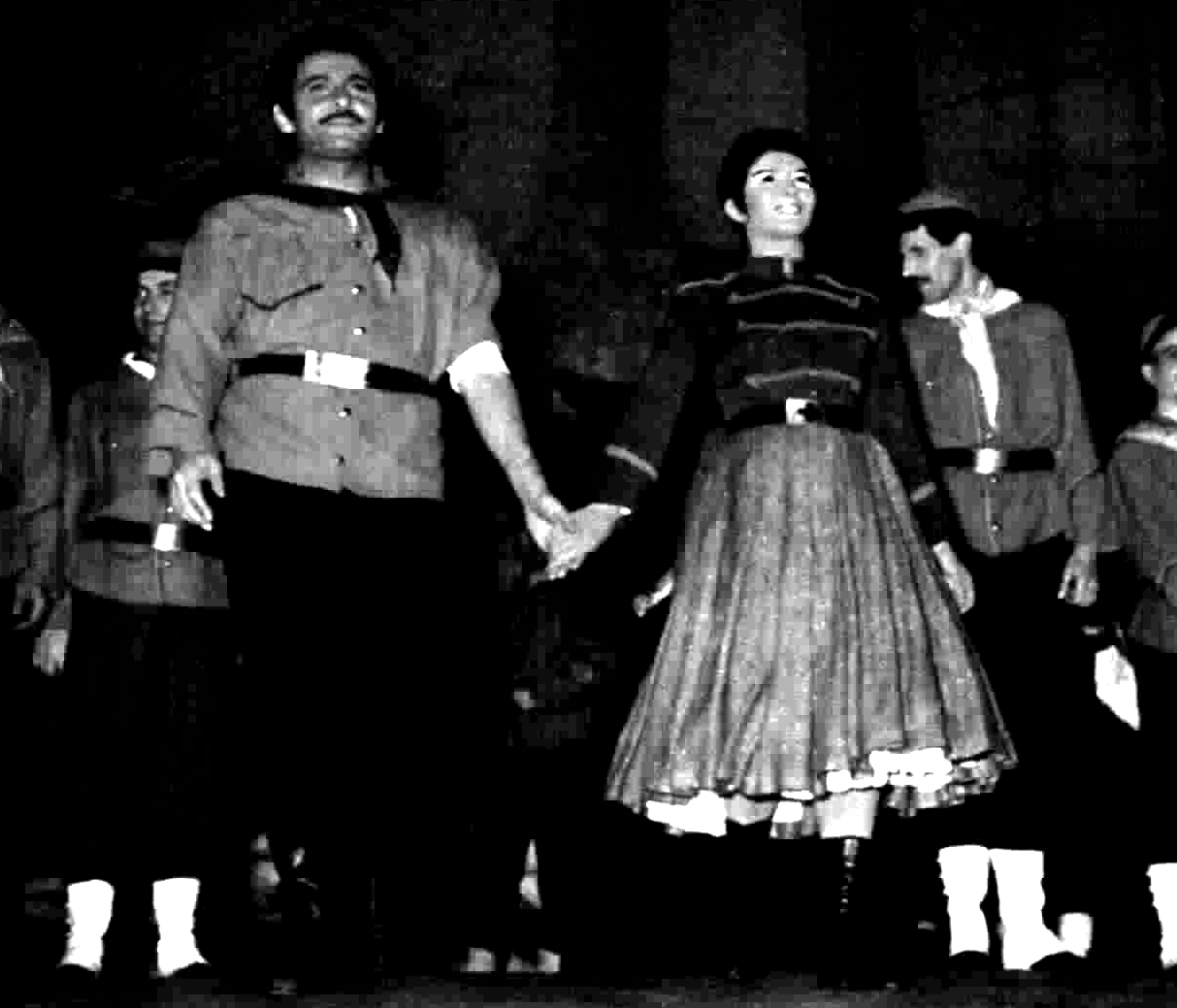
Domenico Modugno et Delia Scala dans Rinaldo in campo (1961).

- 1954 : Giove in doppiopetto (Piero Garinei et Sandro Giovannini)
- 1956 : Buonanotte Bettina (Piero Garinei et Sandro Giovannini) - Teatro Vittorio Alfieri de Turin
- 1961 :
  - Rinaldo in campo (Piero Garinei, Sandro Giovannini) ; 1962 : Paris, au Théâtre des Champs-Élysées
  - Aggiungi un posto a tavola (Piero Garinei et Sandro Giovannini - Iaia Fiastri / Armando Trovajoli d'après After Me, the Deluge de David Forrest) - Teatro Sistina
- 1962 : Rugantino (Pietro Garinei et Sandro Giovannini / Armando Trovajoli) - Teatro Sistina
- 2007 : Giulietta e Romeo (Richard Cocciante / Pasquale Panella d’après la pièce de William Shakespeare) - Arènes de Vérone
- 2022 : Casanova : Opera Pop (Red Canzian - Miki Porru d'après le roman Casanova de Matteo Strukul[12]) - Teatro Malibran

## Comédies musicales japonaises

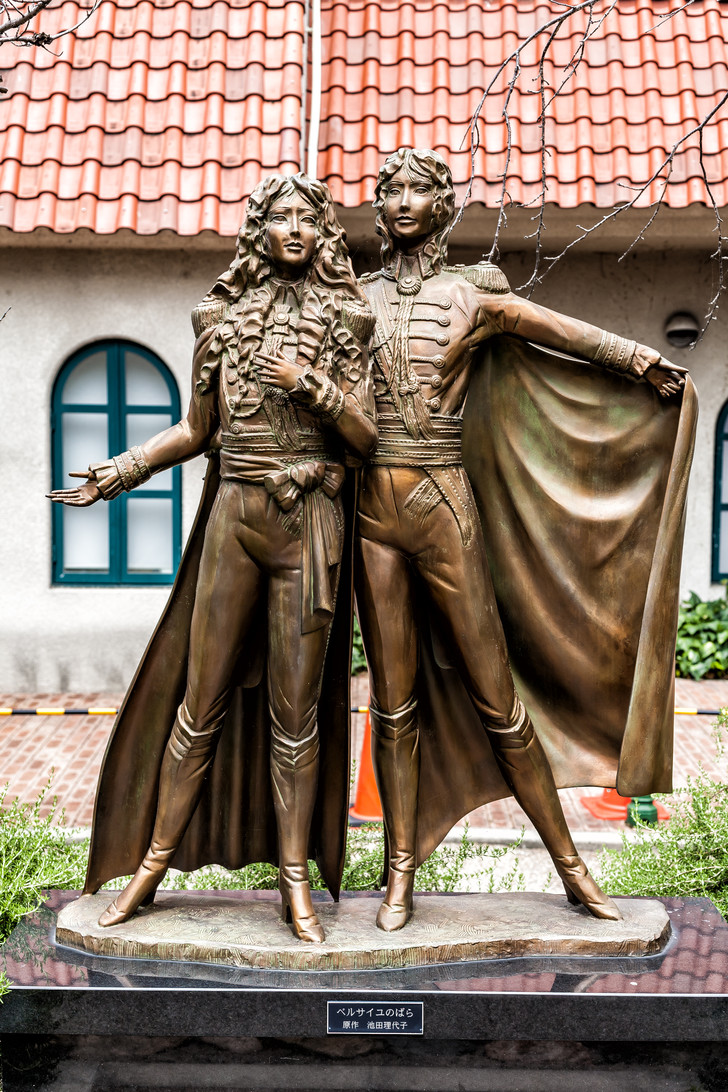
La sculpture à l'effigie de La Rose de Versailles devant le Théâtre Takarazuka.

- 1975 : La Rose de Versailles (Irie Kaoru, Hirao Masaaki, Kuratomi Shinichi, Terada Takio, Kawasaki Tsuneo, Yoshida Yuuko / Shinji Ueda, d'après le manga éponyme de Riyoko Ikeda) - Umeda Arts Theater
- 1993 - 2017 : Sera Myu (série de 34 spectacles inspirée de la franchise Sailor Moon de Naoko Takeuchi) - Tokyo
- 2003 - en cours : Tenimyu (série de spectacles inspirée du manga Prince of Tennis de Takeshi Konomi) - Tokyo
- 2006 : Never Say Goodbye (Frank Wildhorn / Shūichirō Koike) - Théâtre Takarazuka
- 2006 : Marie-Antoinette (Michael Kunze, Sylvester Levay) - Théâtre Impérial ; création allemande en 2009 ; création sud-coréenne en 2014 ; création hongroise en 2016
- 2008 : Saiyuki Kagekiden 1 : Go to the West (inspirée du manga éponyme de Kazuya Minekura) - Tennouzu Ginga Gekijou[13]
- 2009 : Saiyuki Kagekiden 2 : Dead or alive (inspirée du manga homonyme de Kazuya Minekura) - Tennouzu Ginga Gekijou[13]
- 2009 - 2025 : Black Butler (série de 6 comédies musicales inspirées du manga éponyme de Yana Toboso) - Tokyo
- 2011 : Mitsuko (Frank Wildhorn / Jack Murphy, Shūichirō Koike) - Umeda Arts Theater
- 2014 : Lady Bess (Michael Kunze, Sylvester Levay) - Théâtre Impérial
- 2014 :『TRUMPシリーズ』~ LILIUM (Kenichi Suemitsu / Shunsuke Wada) - Sunshine Theatre, Tokyo ; revival en 2023
- 2015 : Death Note: The Musical (Frank Wildhorn - Jack Murphy / Ivan Menchellis, d'après le manga éponyme de Tsugumi Ohba et Takeshi Obata) - Théâtre Nissay ; création sud-coréenne en 2015 au Seongnam Arts Center
- 2016 : The Love Bugs (Chikyū Gorgeous) - Akasaka ACT Theater
- 2018 :『TRUMPシリーズ』~ Marigold (Kenichi Suemitsu / Shunsuke Wada) - Umeda Arts Theater
- 2019 : Casanova (Hirokazu Ikuta / Dove Attia) - Théâtre Takarazuka
- 2022 : Le Garçon et la Bête (Chikae Takahashi / Harumi Fuki, d'après le film d'animation éponyme de Mamoru Hosoda) - Shiki Theatre
- 2023 : Spy x Family (G2 - Shuhei Kamimura, d'après le manga éponyme de Tatsuya Endo) - Théâtre Impérial
- 2023 : LUPIN : The Secret of Countess Cagliostro (LUPIN ～カリオストロ伯爵夫人の秘密~) (Shūichirō Koike / Dove Attia, d'après le roman La Comtesse de Cagliostro de Maurice Leblanc) - Théâtre Impérial
- 2023 : Cesare - Il creatore che ha distrutto (Yuna Koyama / Koichi Ogita / Ken Shima, d'après le manga éponyme de Fuyumi Soryo) - Meijiza
- 2025 : Kane and Abel (ケインとアベル) (Frank Wildhorn - Nathan Tysen / Daniel Goldstein d'après le roman de Jeffrey Archer) - Tokyu Theatre Orb
- 2025 :『TRUMPシリーズ』~ KILL!BURN!! (Kenichi Suemitsu / Shunsuke Wada) - Tokyo

## Comédies musicales russes
- 2001 : Nord-Ost (Nord-Est - Норд-Ост) (Ivasi, Alexeï Ivachtchenko et Gueorgui Vassiliev d'après le roman Les Deux Capitaines de Benjamin Kaverine) - Russie
- 2008 : Monte-Cristo (Монте-Кристо) (Yuliy Kim - Roman Ignatyev[14], d'après Le Comte de Monte-Cristo d'Alexandre Dumas) - Théâtre d'opérette de Moscou
- 2013 : Scarlet Sails (Алые паруса) (Maxim Dunaïevski / Mikhail Bartenev et Andrey Usachev d'après Les Voiles écarlates d'Alexandre Grine) - Théâtre académique de la jeunesse de Russie, Moscou

- 2014 :

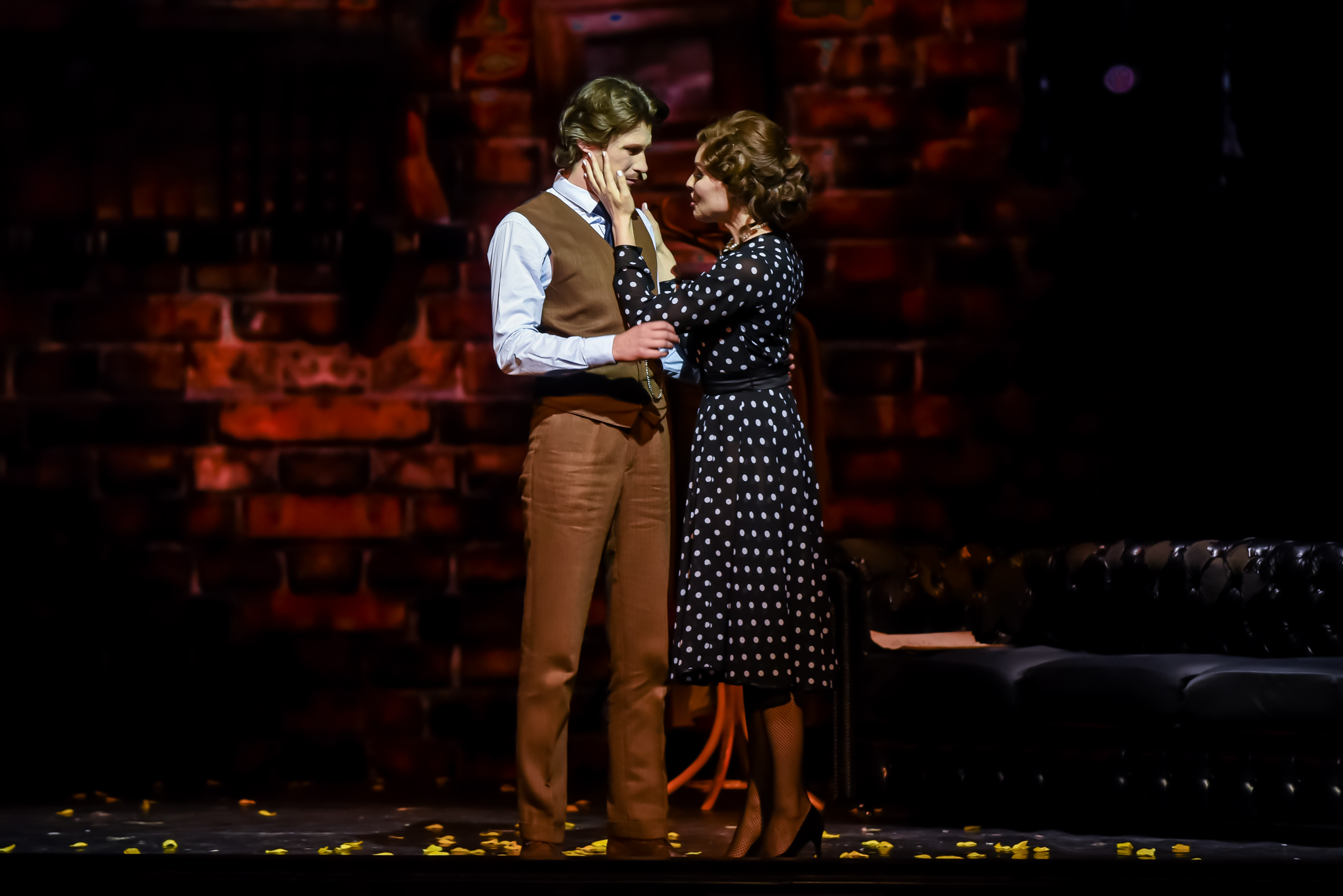
L'une des productions du Maître et Marguerite (2021).

  - Le maître et Marguerite (Мастер и Маргарита) (Anton Tanonov, Olga Tomaz, Sergei Rubalsky, Irina Dolgova, Oleg Popkov, Alexander Maev / Irina Afanasyeva, Maria Oshmyanskaya, Andrey Noskov, Sergei Shilovsky-Boulgakov, Andrey Pastushenko, Igor Shevchuk d'après Le Maître et Marguerite de Mikhaïl Boulgakov) - Music-hall de Saint-Pétersbourg
  - The Last Trial (Последнее испытание) (Anton Kruglov / Elena Phanpria d'après la saga de fantasy Dragonlance)
- 2015 : Demon Onegin (Демон Онегина) (Gleb Matveychuk - Anton Tanonov - Andrey Pastushenko - Igor Shevchuk / Irina Afanasyeva - Maria Oshmyanskaya d'après Eugène Oneguine d'Alexandre Pouchkine)

## Comédies musicales sud-coréennes

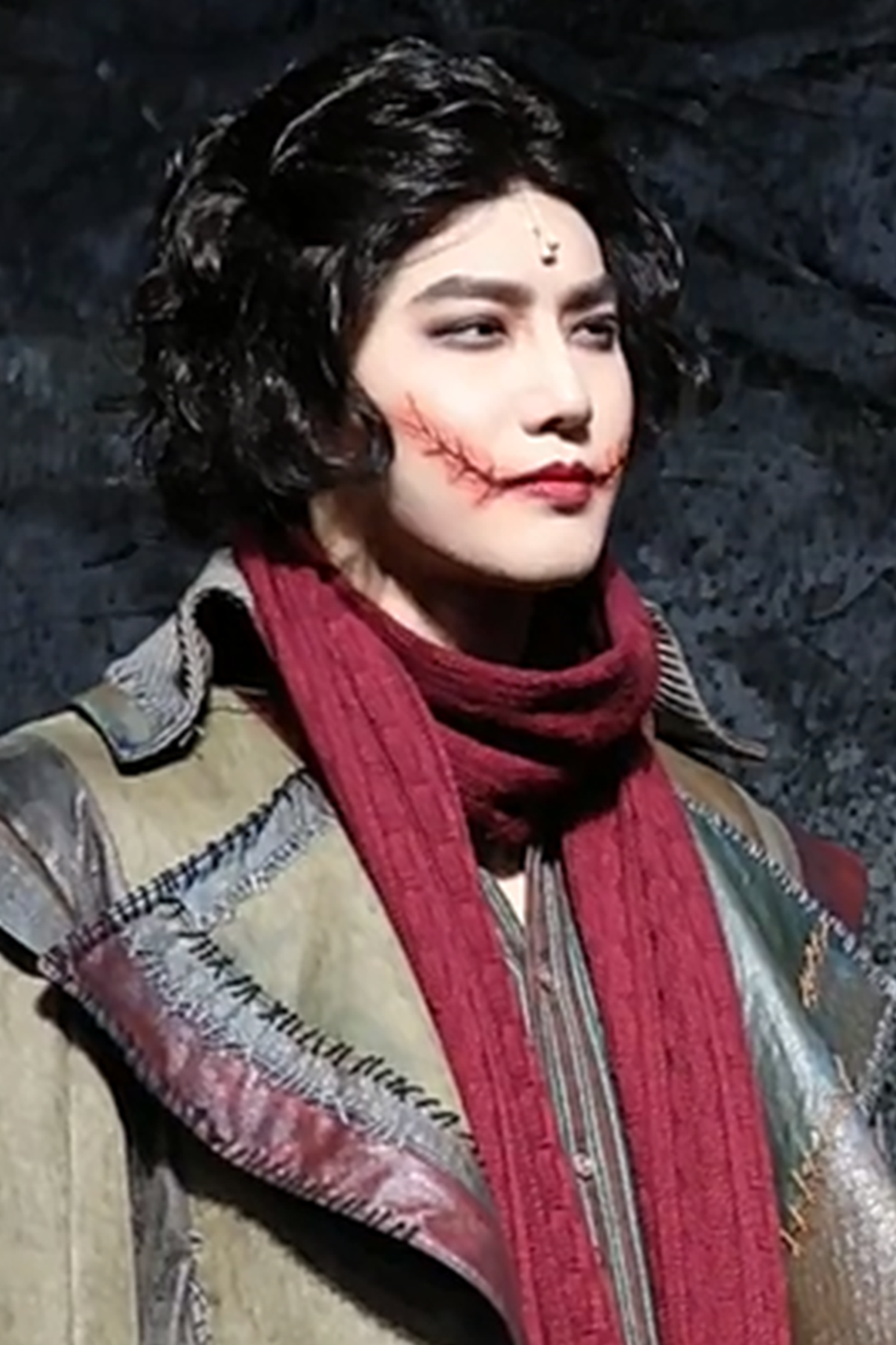
Suho dans The Man Who Laughs (2018).

- 1995 : The Last Empress (뮤지컬 명성황후) (Kim Hee Gap / Yang In Ja - Georgina St George d'après le roman de Yi Mun-yol) - Séoul, première comédie originale sud-coréenne
- 2014 : Frankenstein (프랑켄슈타인) (Brandon Lee / Yong-beom Wang d'après le roman de Mary Shelley) - Chungmu Arts Center, Séoul ; création japonaise en 2017
- 2016 : Mata Hari (마타하리) (Frank Wildhorn - Jack Murphy / Ivan Menchell) - Blue Square Interpark Hall, Séoul ; création japonaise en 2017
- 2017 : Gwanghwamun Love Song (광화문 연가) (Ko Sun Woong - Lee Young Hoon) - Corée du Sud
- 2018 : The Man Who Laughs (웃는 남자) (Frank Wildhorn - Jack Murphy / Robert Johanson d'après le roman de Victor Hugo) -  Centre des arts, Séoul ; création japonaise en 2019
- 2021 : Wild Grey (와일드 그레이) (Ji-hyun Lee, Yong-beom Wang) - Daegangno Arts Theater, Séoul ; création japonaise en 2025
- 2023 : Beethoven[15] (베토벤) (Michael Kunze, Sylvester Levay) - Corée du Sud ; création japonaise en 2023

## Comédies musicales d'autres pays
- 2001 : Kuifje - De Zonnetempel (Dirk Brossé / Seth Gaaikema) d’après Les Sept Boules de cristal et Le Temple du Soleil d'Hergé ; création en néerlandais à Anvers puis en français en 2002 à Charleroi sous le titre Tintin, le Temple du Soleil  (adaptation française de Didier Van Cauwelaert)
- 2002 : Blanche-Neige (nl) (Johan Van Den Eede / Gert Verhulst, Danny Verbiest et Hans Bourlon, d'après le conte éponyme des frères Grimm) ; création française en 2003 aux Folies Bergère (adaptation Philippe Swan)
- 2002 : Klokkeren fra Notre Dame (Knud Christensen, d'après Notre-Dame de Paris de Victor Hugo) - Folketeatret
- 2008 : Carmen (Frank Wildhorn / Jack Murphy - Norman Allen) - Prague
- 2009 : The Count of Monte Cristo / Der Graf von Monte Christo (Frank Wildhorn / Jack Murphy) - Saint-Gall ; adaptations sud-coréennes, japonaises et russes
- 2014 : Artus-Excalibur (Frank Wildhorn / Robin Lerner - Ivan Menchell) - Saint-Gall ; adaptations sud-coréennes et japonaises produites sous le titre de Xcalibur

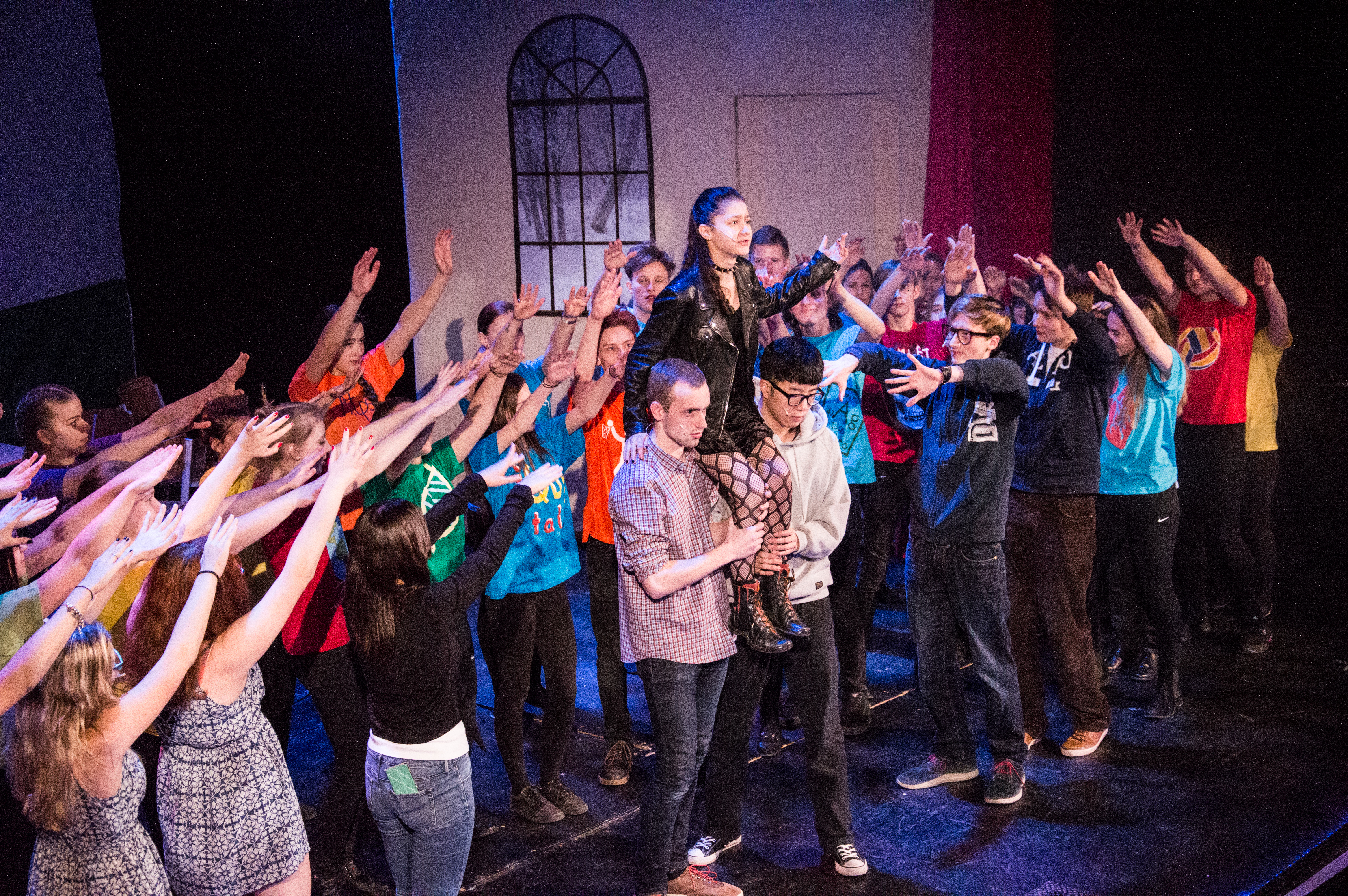
Židle v kruhu, comédie musicale tchèque se déroulant dans un hôpital psychiatrique (2017).

- 2016 : Židle v kruh (Pavel Mokrejš - Jan Volt / Pavel Mokrejš) - Prague
- 2016 : Mughal-e-Azam (Aman, Kamal Amrohi, K. Asif, Wajahat Mirza, Ehsan Rizvi d'après le film éponyme de Kamuddin Asif) - Jamshed Bhabha Theatre
- 2018 : Ang Huling El Bimbo (Eraserheads / Dingdong Novenario) - Philippines
- 2018 : Så som i himmelen (Fredrik Kempe - Carin Pollak / Kay Pollak, Edward af Sillen et Carin Pollak d'après le film La Chorale du bonheur de Kay Pollak) - Oscarsteatern